# Alexander Zverev
Pour les articles homonymes, voir Zverev et Alexander Zverev Sr..
Ne pas confondre avec Mischa Zverev, son frère aîné, également joueur de tennis.
Alexander Zverev, parfois appelé Sascha Zverev, né le 20 avril 1997 à Hambourg, est un joueur de tennis allemand, d’origine Russe professionnel depuis 2013. Il est actuellement numéro 3 mondial.
Il intègre le circuit professionnel ATP en 2013 et remporte son premier titre en simple en 2016, à Saint-Pétersbourg. Il a remporté vingt-quatre titres ATP dont sept tournois Masters 1000 : à Rome en 2017 et en 2024, à Montréal en 2017, à Madrid en 2018 et 2021, à Cincinnati en 2021 et à Paris en 2024.
Il a également remporté le Masters en 2018, en battant Novak Djokovic, numéro 1 mondial, en finale, après avoir sorti Roger Federer en demi-finale, et en 2021 en s'imposant consécutivement face à Novak Djokovic et Daniil Medvedev en finale.
En 2020, à l'US Open, il atteint pour la première fois de sa carrière une finale de Grand Chelem, où il est battu par Dominic Thiem en 5 sets. Il atteint sa deuxième finale à Roland Garros en 2024, où il perd en 5 sets face à Carlos Alcaraz.
Il a remporté la médaille d'or du simple messieurs aux Jeux olympiques de Tokyo en 2021 en battant en finale le Russe Karen Khachanov, après avoir sorti le Serbe Novak Djokovic au tour précédent.

## Biographie

### Origines et jeunesse
Alexander Zverev est le fils du joueur russe Alexander Zverev Sr. né en 1960, et le frère cadet de Mischa Zverev né en 1987, également joueur de tennis professionnel. Il se fait communément appeler Sascha (forme allemande de Sacha, diminutif d'Alexandre en russe).

## Carrière

### 2013. Numéro 1 mondial junior
Alexander Zverev commence sa carrière sur le circuit ITF Junior en 2011. En 2013, après avoir remporté le Trofeo Bonfiglio, il parvient en finale du simple garçons de Roland-Garros, s'inclinant seulement contre Cristian Garín, puis en demi-finale de l'US Open junior. Ces résultats lui permettent d'atteindre la première place mondiale du classement junior et d'être déclaré champion du monde ITF junior en fin d'année. Dans la foulée, il remporte l'Open d'Australie 2014 toujours en simple garçons en battant l'espoir américain Stefan Kozlov en finale. Il commence ensuite à jouer sur le circuit professionnel.

### 2014 - 2015. Débuts sur le circuit professionnel
Le 5 juillet, il remporte, à 17 ans, son premier tournoi Challenger au Sparkassen Open à Brunswick sur terre battue en battant notamment en demi-finale la tête de série no 1 Andrey Golubev (6-2, 6-3) et Paul-Henri Mathieu (89e mondial) en finale (1-6, 6-1, 6-4). Seuls Bernard Tomic, Richard Gasquet, Rafael Nadal, Juan Martín del Potro et Novak Djokovic ont gagné leur premier titre Challenger étant plus jeune que lui.

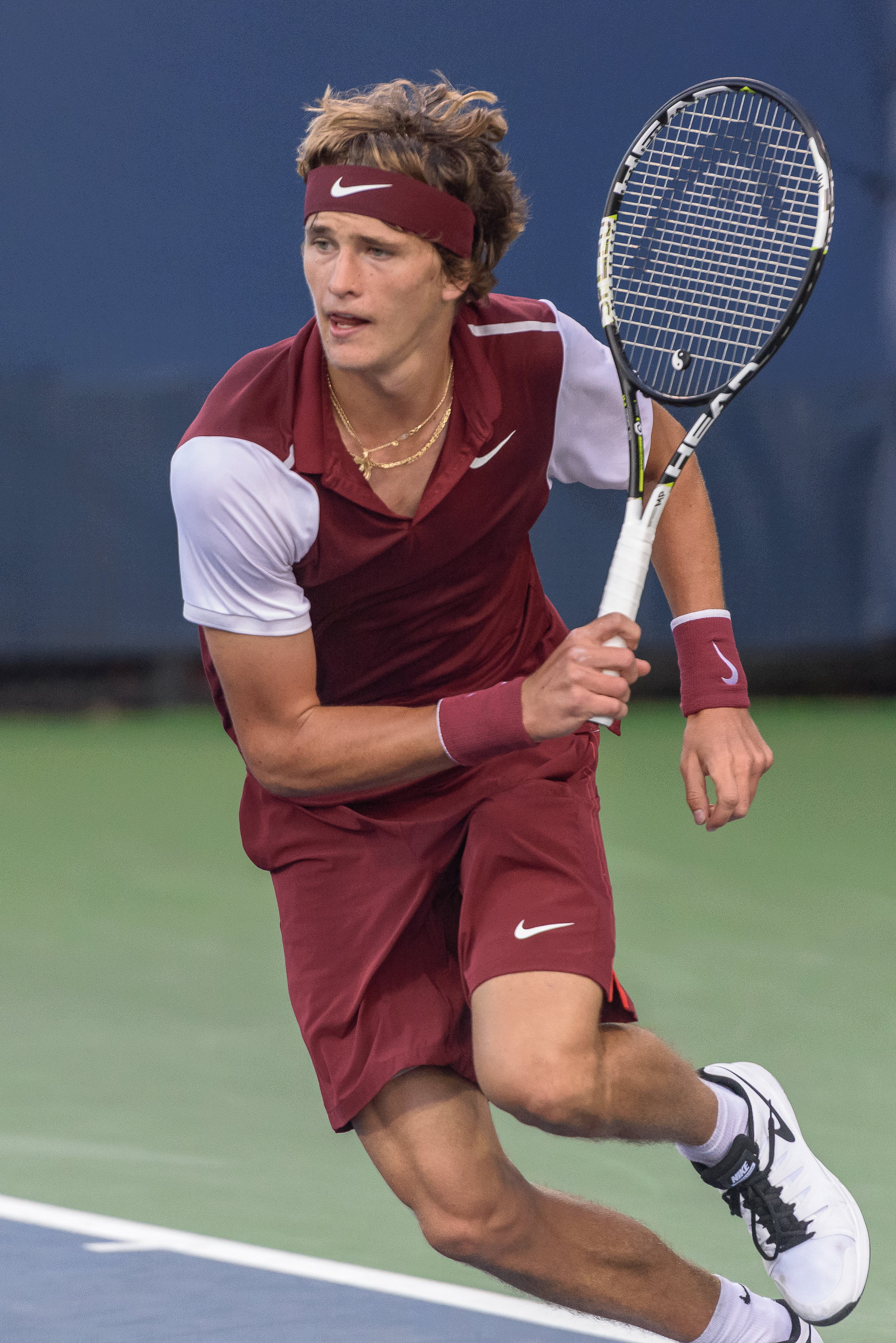
Alexander Zverev à l'US Open en 2015.

Il fait parler de lui pour la première fois sur le circuit professionnel ATP au tournoi de Hambourg en juillet, où il bénéficie d'une wild card (invitation). À 17 ans, il remporte son premier match sur le circuit ATP, en éliminant facilement l'expérimenté Robin Haase, 51e mondial (6-2, 6-0). Alexander Zverev continue son parcours en battant coup sur coup Mikhail Youzhny (7-5, 7-5), ce dernier étant 19e au classement, ainsi que le Colombien Santiago Giraldo (6-4, 7-66) pourtant redoutable sur terre battue. Il ne perd ainsi pas le moindre set pendant ces 3 matchs. C'est la première fois en dix ans qu'un joueur de 17 ans prend le meilleur sur un joueur du top 20, ainsi que la première fois qu'un joueur aussi jeune atteint les quarts de finale d'un tournoi ATP 500 depuis Rafael Nadal en 2004. Il vainc ensuite son compatriote Tobias Kamke (0-6, 7-5, 6-3), pour s'offrir le droit d'affronter le 7e joueur mondial David Ferrer dans le dernier carré. Son parcours s'arrête cependant ici puisqu'il subit la loi de ce dernier, en s'inclinant 0-6, 1-6 en moins d'une heure.
En 2015, il se qualifie pour le tableau principal à Miami, la première fois de sa jeune carrière dans la catégorie Masters 1000. Il affronte au premier tour le serveur Australien Sam Groth (69e mondial) qu'il bat 7-5, 65-7, 6-4 dans un match de deux heures et trente minutes. Mais perd au tour suivant 60-7, 3-6 contre Lukáš Rosol.
Le 17 mai, il remporte son deuxième tournoi Challenger (en deux finales disputées) au Heilbronner Neckarcup à Heilbronn sur terre battue en battant l'Argentin Guido Pella (6-1, 7-67).
À la fin de la saison, il est le plus jeune joueur dans le top 100 mondial et reçoit l'ATP Award de la Révélation de l'année.

### 2016. Premier titre ATP et intégration du top 30
En février, au tournoi de Montpellier en salle, il atteint les demi-finales en simple. En battant au deuxième tour le 13e mondial, Marin Čilić (7-64, 7-61) en près de deux heures et son compatriote Michael Berrer dans un match dense de 2 h 43 (62-7, 6-2, 7-5), mais perd en près de deux heures face au Français Paul-Henri Mathieu (611-7, 5-7) en demi sans démériter. En double avec son frère Mischa, ils se qualifient pour la finale mais perdent (5-7, 64-7) face à Mate Pavić et Michael Venus. La semaine suivante à Rotterdam, il se qualifie jusqu'en quart de finale en battant Vasek Pospisil en deux sets et le 15e mondial, Gilles Simon (7-5, 3-6, 7-64) en trois heures d'un match intense. Mais fatigué par son match de la veille, perd contre Gaël Monfils (64-7, 3-6) en deux manches. La semaine suivante, à l'Open13 de Marseille, il se défait de la WC Julien Benneteau au premier tour avant de perdre contre un joueur installé dans le top10 depuis plusieurs années, Tomáš Berdych, au cours d'un match exceptionnel (3-6, 6-3, 5-7).
En mars au Masters d'Indian Wells, il bat Ivan Dodig en trois manches, puis les têtes de série no 23 Grigor Dimitrov (6-4, 3-6, 7-5) et no 16 Gilles Simon (6-2, 6-2), pour se qualifier pour la première fois en huitièmes de finale d'un tournoi Masters 1000. Il y affronte Rafael Nadal, 5e mondial, et se procure une balle de match avant de s'incliner en 3 sets (7-68, 0-6, 5-7).
En mai, il atteint sa première finale sur le circuit ATP au tournoi de Nice en battant le 18e mondial Gilles Simon (6-3, 65-7, 7-61) en quarts de finale après trois heures de combat et avoir effacé deux balles de match (et le battant pour la troisième fois consécutive), puis João Sousa (6-4, 4-6, 6-2) en demi-finale en 2 h 14. Il y affronte Dominic Thiem, 15e mondial, contre qui il s'incline en 3 sets (4-6, 6-3, 0-6) en 1 h 40. Il participe ensuite au tournoi de Roland-Garros et y atteint pour la première fois le 3e tour d'un tournoi du Grand Chelem en battant les Français Pierre-Hugues Herbert et Stéphane Robert.

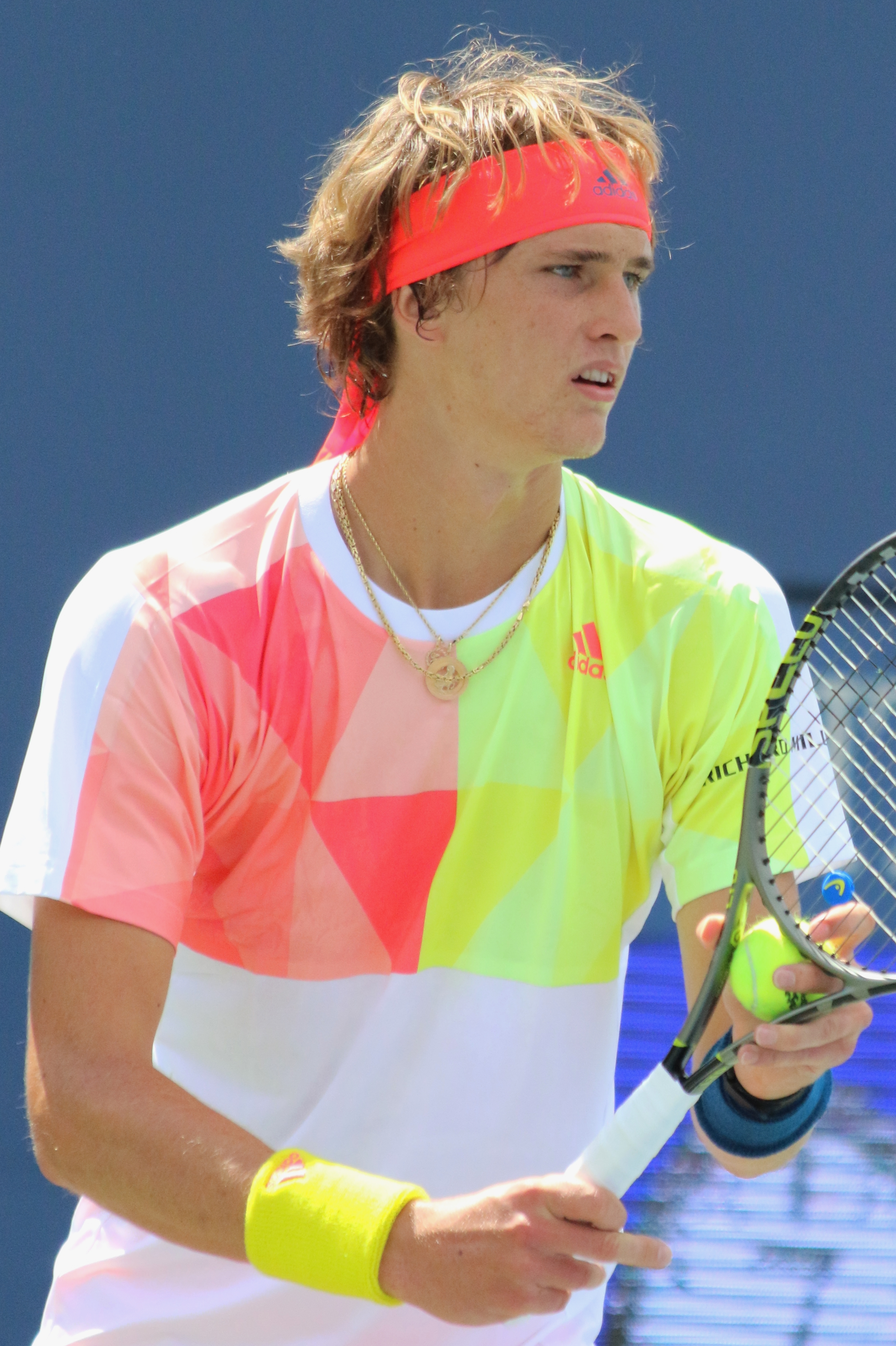
Alexander Zverev à l'US Open en 2016.

Il attaque ensuite la tournée sur herbe au tournoi de Halle, où il parvient en finale après des victoires sur Viktor Troicki, Benjamin Becker, Márcos Baghdatís et surtout Roger Federer en demi-finale (7-64, 5-7, 6-3). Il devient ainsi le premier joueur de moins de 20 ans à battre le Suisse depuis 2006, succédant ainsi à Andy Murray (à Cincinnati), et avant lui Rafael Nadal (à Rome). C'est aussi sa première victoire sur un joueur du top 10. Il s'incline toutefois en finale contre son compatriote Florian Mayer, dans un match accroché (2-6, 7-5, 3-6) laissant une autre occasion de remporter un titre. À Wimbledon, il passe son premier tour facilement, avant d'éprouver plus de difficultés face à Mikhail Youzhny qu'il bat en cinq manches, pour échouer au troisième tour contre Tomáš Berdych, en quatre manches (3-6, 4-6, 6-4, 1-6), fatigué de son match précédent.
Pour le début de la tournée américaine, il s'invite jusqu'en demi-finale au tournoi de Washington en battant Taylor Fritz, Malek Jaziri et Benoît Paire, avant de perdre sèchement (4-6, 0-6) contre le futur vainqueur du tournoi, le Français tête de série no 2 Gaël Monfils. Il déçoit cependant à Toronto en perdant en deux manches dès le premier tour contre Lu Yen-hsun. Il déclare par la suite forfait pour les Jeux olympiques d'été sans justification de son absence, à part la fatigue.
Il participe au tournoi de Saint-Pétersbourg fin septembre et se défait au premier tour du prometteur Karen Khachanov (7-63, 6-4) puis de Daniil Medvedev en deux sets également (6-3, 7-5). Il poursuit le tournoi en éliminant Mikhail Youzhny en deux sets secs (6-2, 6-2). En demi-finale, il surprend en battant le 9e mondial Tomáš Berdych, une fois de plus en 2 sets (6-4, 6-4). En finale, il affronte le dernier vainqueur de l'US Open, Stanislas Wawrinka 3e mondial, qu'il bat en 3 sets (6-2, 3-6, 7-5) alors qu'il était mené 3-0 dans le set décisif. Il célèbre ainsi son premier titre en carrière sur le circuit ATP à 19 ans, devenant ainsi le plus jeune vainqueur d'un tournoi ATP depuis le Croate Marin Čilić, vainqueur à New Haven en 2008 au même âge.
Sur le continent asiatique, il perd en quart de finale à Pékin contre David Ferrer dans un match serré (7-64, 1-6, 5-7), mais ayant éliminé notamment l'Autrichien Dominic Thiem, 10e mondial (4-6, 6-1, 6-3) pour la première fois et l'Américain Jack Sock en deux sets. Au Masters de Shanghai, il bat John Isner (6-4, 6-2), puis le Croate Marin Čilić 11e mondial (3-6, 6-3, 6-2). Avant de perdre en huitième contre Jo-Wilfried Tsonga (7-64, 2-6, 5-7) alors qu'il menait 5-3 dans l'ultime manche, perdant cette rencontre à l'expérience au point de fracasser ses deux raquettes par frustration. Il améliore son classement et intègre pour la première fois le top 20.
Le 19 octobre, Alexander Zverev annonce que le tournoi de Stockholm sera le dernier de l'année, pour s'infuser un gros travail foncier en vue de l'Open d'Australie en janvier 2017, et être meilleur dans les Grands Chelems.

### 2017. 5 titres en simple dont 2 Masters 1000 à Rome et à Montréal, entrée dans le top 3 mais déception en Grand Chelem

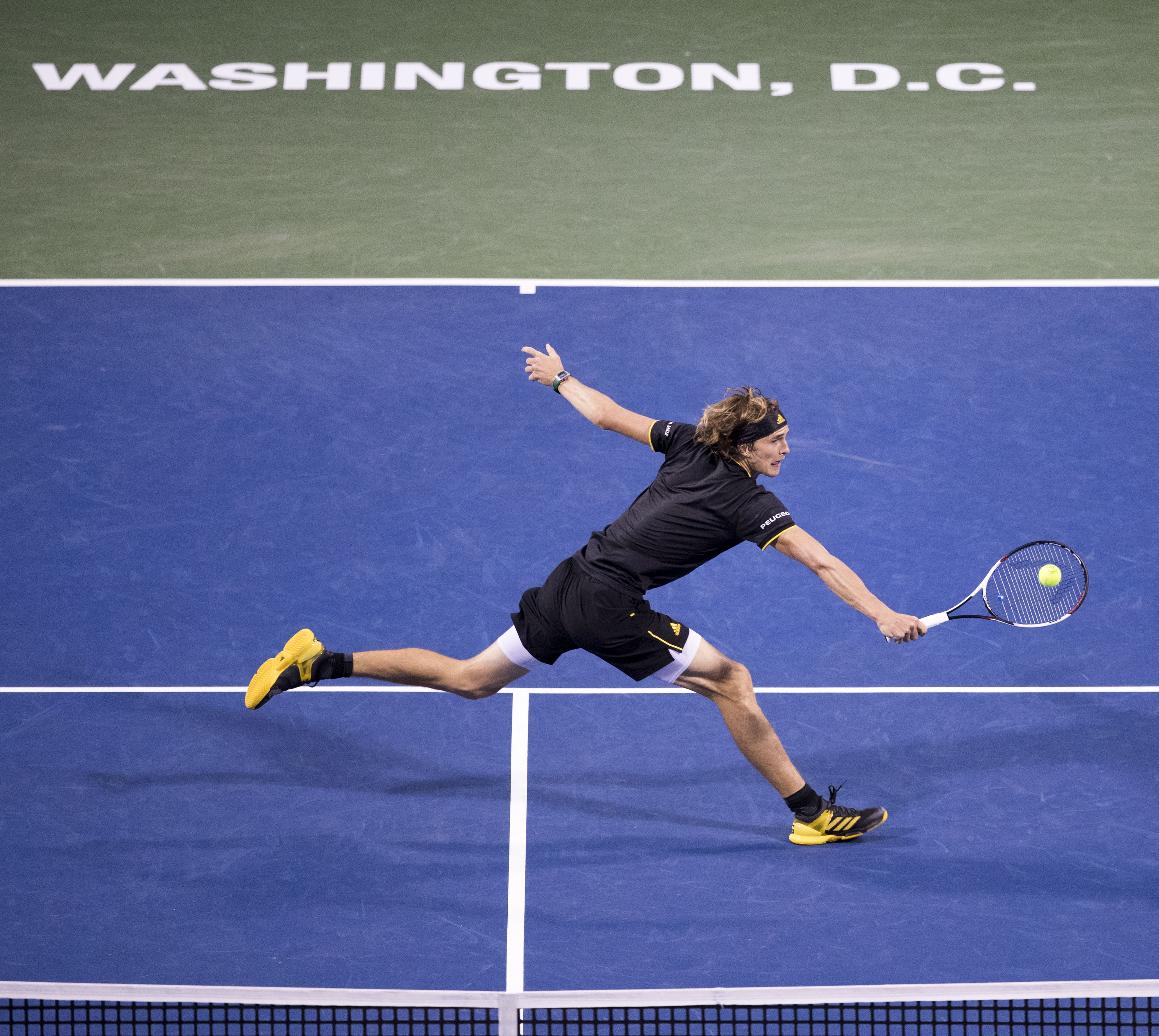
Alexander Zverev pendant un échange à l'Open de Washington en 2017.

Alexander Zverev commence son année à la Hopman Cup avec Andrea Petkovic. En simple, il s'incline (5-7, 3-6) contre Richard Gasquet, puis s'impose contre Roger Federer (7-61, 64-7, 7-64) de retour après 6 mois d'absence et enfin Daniel Evans (6-4, 6-3). À l'Open d'Australie, il passe difficilement au premier tour Robin Haase, où mené deux manches à une, il réussit à inverser la tendance et l'emporter (6-2, 3-6, 5-7, 6-3, 6-2). Il vainc ensuite facilement le qualifié Frances Tiafoe en trois sets, avant de faire un match épique, physique et à suspense contre le 9e mondial, Rafael Nadal (6-4, 3-6, 7-65, 3-6, 2-6). Après avoir mené, il finit par craquer physiquement dans les deux dernières manches.
En février, il remporte son deuxième tournoi à l'Open Sud de France, s'imposant en finale face à Richard Gasquet 22e mondial (7-64, 6-3) en une heure et demie, et ayant battu au tour précédent un autre Français, le 14e mondial Jo-Wilfried Tsonga (66-7, 6-2, 6-4) en 2 h 20. Il remporte dans la foulée le tournoi en double avec son frère Mischa Zverev (6-4, 63-7, 10-3), contre la paire Fabrice Martin et Daniel Nestor.
Au Masters d'Indian Wells, Alexander Zverev passe son premier tour malgré un premier set compliqué, avant de perdre au troisième tour (3-6, 4-6) contre Nick Kyrgios. Au Masters de Miami, il remporte son troisième tour face à John Isner au terme de trois tie-breaks et après avoir écarté des balles de match contre lui. Il rencontre Stanislas Wawrinka, no 3 mondial, en huitièmes de finale, et le défait pour la seconde fois en autant de rencontres. L'Allemand se qualifie ainsi pour son premier quart de finale en Masters 1000. Il y perd contre Nick Kyrgios (4-6, 7-69, 3-6) dans un match accroché, spectaculaire et à suspense, au bout de 2 h 33.
Mi-avril, il commence sa saison sur terre battue au Masters de Monte-Carlo où il échoue en huitièmes de finale face au maître des lieux Rafael Nadal (1-6, 1-6). Après une contre-performance à Barcelone en huitièmes de finale face à Chung Hyeon en deux sets, il s'aligne à Munich en tant que tête de série no 3. Il remporte ce tournoi catégorisé ATP 250 en éliminant Roberto Bautista-Agut (7-5, 7-5), tête de série no 2, en demi-finale puis le qualifié Guido Pella en finale (6-4, 6-3). Au Masters de Madrid, Zverev passe le terrien Fernando Verdasco (7-5, 6-3) au premier tour, puis bat le 7e mondial, Marin Čilić (63-7, 6-3, 6-4) et Tomáš Berdych (6-4, 6-4) pour rallier les quarts. Il perd contre Pablo Cuevas (6-3, 0-6, 4-6) en menant d'abord les débats, avant de laisser filer le match à cause d'un superbe coup de son adversaire. La semaine suivante, au Masters de Rome, Alexander réalise une grosse semaine en battant Kevin Anderson (6-4, 4-6, 6-4) au premier tour dans un match compliqué, puis Viktor Troicki et Fabio Fognini, tombeur d'Andy Murray, assez facilement en deux manches. Il vainc ensuite le 6e mondial, Milos Raonic (7-64, 6-1) en une heure et demie de jeu après un premier set accroché et indécis, s'offrant sa première demi-finale en Masters 1000 face au grand serveur John Isner. Il arrive à contrer les services de l'Américain et s'impose (6-4, 65-7, 6-1) en presque deux heures de jeu. Il se qualifie pour sa première finale de Masters 1000 en carrière, et devient le plus jeune finaliste d'un tournoi de cette catégorie depuis Novak Djokovic à Indian Wells en 2007. Il bat ce dernier, no 2 mondial (6-4, 6-3) en 1 h 20 dans un match à sens unique, où son adversaire ne montrera aucune rébellion. Et devient le premier joueur des années 1990 à remporter un Masters 1000,. Ce titre lui permet de faire son entrée dans le top 10 du classement ATP à la 10e place mondiale.
À Roland-Garros, au vu de ses récentes performances, il est désigné comme un des outsiders mais s'incline au premier tour contre Fernando Verdasco (4-6, 6-3, 4-6, 2-6), le coupeur de tête. Pour l'Allemand, c'est une grosse déception, où il a « joué comme une merde » selon ses propos,.
Il commence la saison sur gazon au tournoi de Bois-le-Duc où il est vaincu en demi-finale (65-7, 2-6) contre le futur vainqueur Gilles Müller. Puis au tournoi de Halle, il atteint la finale comme l'année précédente en battant son compatriote Philipp Kohlschreiber (6-3, 6-4) au second tour, puis l'Espagnol Roberto Bautista-Agut (66-7, 7-61, 6-1) dans un match compliqué conclu d'une main de fer, et enfin le Français Richard Gasquet, dans un match d'une bonne qualité et d'intensité (4-6, 6-4, 6-3),. En finale, il se fait surclasser en 53 minutes (1-6, 3-6), par le Suisse Roger Federer qui remporte le tournoi pour la 9e fois. Et en double, associé à son frère Mischa, il atteint la finale où ils perdent face à Łukasz Kubot et Marcelo Melo (7-5, 3-6, [8-10]) au super tie-break.
À Wimbledon, Alexander se qualifie pour la première fois en seconde semaine d'un Grand Chelem, en battant facilement Evgeny Donskoy, Frances Tiafoe et le qualifié Sebastian Ofner sans perdre de set. Face à Milos Raonic, il s'incline (6-4, 5-7, 6-4, 5-7, 1-6), manquant un autre rendez-vous contre le Suisse. Alexander annonce également son association avec Juan Carlos Ferrero où ils vont préparer la tournée américaine qui va aboutir sur le dernier Grand Chelem de l'année.
Alexander Zverev commence sa tournée américaine à Washington. Il écarte d'abord difficilement ses deux premiers adversaires Jordan Thompson (4-6, 6-3, 7-65) et Tennys Sandgren (7-5, 7-5). Il déroule ensuite pour atteindre la finale en battant Daniil Medvedev (6-2, 6-4) et le no 9 mondial, Kei Nishikori (6-3, 6-4) en demie. Il remporte le titre en 1 h 10 (6-4, 6-4) contre le grand serveur Kevin Anderson, remportant son 4e titre de l'année et son premier ATP 500. Pour le premier Masters 1000 à Montréal, il passe difficilement dans un match à suspense le Français Richard Gasquet (6-3, 4-6, 7-63), après avoir gâché 3 balles de match, puis juste après en sauvant également 3 dont une après un échange de 49 frappes. Il se qualifie pour les demi-finales en battant pour la première fois l'Australien Nick Kyrgios (6-4, 6-3) à sa 3e tentative, et à nouveau Kevin Anderson en deux manches (7-5, 6-4). Il s'impose ensuite en 1 h 43 contre le jeune Canadien de 18 ans invité Denis Shapovalov (6-4, 7-5) pour se qualifier pour la finale où il affronte Roger Federer comme à Halle. Il bat le Suisse alors 3e mondial, certes diminué par une blessure au dos (6-3, 6-4) en seulement 1 h 08 de jeu, pour remporter son second tournoi Masters 1000. Et se dit « très heureux » d'avoir gagné ce titre d'importance. À l'issue du tournoi, il se qualifie pour la première édition du Masters Next Gen se déroulant du 7 au 11 novembre à Milan. Il déçoit ensuite au Masters de Cincinnati en s'inclinant d'entrée de tournoi contre Frances Tiafoe (6-4, 3-6, 4-6), surpris par le serveur américain.
Il est dès lors propulsé au rang de favori pour l'US Open alors 6e mondial, mais déçoit à nouveau en Grand Chelem. Il s'incline au second tour contre le Croate Borna Ćorić, (6-3, 5-7, 61-7, 64-7) trop crispé commettant 60 fautes directes pour 43 coups gagnants et ne convertissant qu'une seule balle de break sur 11 possibles. À l'issue du tournoi, il monte à la 4e place mondiale (son meilleur classement) malgré son parcours. Du 22 au 24 septembre, il participe à la Laver Cup sous l'impulsion de Roger Federer, dans l'Équipe Europe. Il gagne ses deux matchs de simple à nouveau contre Denis Shapovalov (7-63, 7-65) dans un match accroché et Sam Querrey (6-4, 6-4), pour finalement permettre à son équipe de remporter la Coupe 15 à 9.
De retour officiellement sur les courts pour la tournée asiatique, il dispute d'abord l'Open de Shenzhen où il s'extirpe du piège Steve Darcis (4-6, 7-65, 7-65) après avoir été malmené durant toute la rencontre. Mais il s'incline (4-6, 5-7) au tour suivant en quart contre Damir Džumhur en forme ce mois-ci. Puis à Pékin, il passe Kyle Edmund (6-3, 7-63) malgré une deuxième manche compliquée, puis Fabio Fognini (6-4, 6-2) et Andrey Rublev (6-3, 6-2) pour atteindre les demi-finales. Grâce à cette victoire, il se qualifie officiellement pour les Masters de Londres après Nadal et Federer. Il devient le plus jeune joueur à se qualifier depuis Juan Martín del Potro en 2008. Il s'incline cependant (3-6, 5-7) face à l'Australien Nick Kyrgios, fracassant sa raquette à 5-5 après s'être fait breaker. Enfin au Masters de Shanghai après avoir bénéficié de l'abandon d'Aljaž Bedene, il s'incline en huitième (6-3, 65-7, 4-6) face à Juan Martín del Potro. Il montre à nouveau des signes d'énervement dans ce match en fracassant sa raquette.
Sa tournée en salle est infructueuse avec un quart à l'Open de Vienne et une défaite d'entrée au Masters de Paris-Bercy. Il entre pourtant pour la première fois de sa carrière dans le top 3 et se qualifie pour le Masters de fin d'année. Pour son entrée en lice, il bat Marin Čilić (6-4, 3-6, 6-4) après 2 h 05 de jeu lors d'un match moyen où il réalise 41 fautes directes. Un peu trop faible mentalement, il chute lourdement lors du second match de la phase de poules face à Roger Federer (66-7, 7-5, 1-6) en 2 h 12 après le seconde manche et déclare « qu'on pourrait le revoir ce week-end ». Puis, il a l'occasion de se qualifier pour les demi-finales, mais s'incline face à Jack Sock (4-6, 6-1, 4-6) en 1 h 53 lors du match décisif de la phase de poules et termine 3e de sa poule.
Malgré sa défaite, il termine ainsi l'année dans le top 5, à la 4e place mondiale, beaucoup mieux que l'année précédente (24e).

### 2018. 4 titres dont la victoire au Masters et à Madrid, finale à Miami et à Rome
En début d'année, Alexander Zverev participe à la Hopman Cup comme l'année précédente, avec cette fois-ci Angelique Kerber. En simple, il s'incline (3-6, 3-6) contre le Belge David Goffin, puis bat Vasek Pospisil (6-4, 6-2) avant de s'incliner à nouveau face à l'Australien Thanasi Kokkinakis (7-5, 64-7, 4-6) dans un match relevé. Qualifiés pour la finale, les Allemands s'inclinent lors du double face à Belinda Bencic et Roger Federer, après qu'il a perdu son simple contre Roger Federer plus tôt (7-64, 0-6, 2-6). À l'Open d'Australie, il passe Thomas Fabbiano et Peter Gojowczyk, puis après avoir mené deux manches à une sans se faire breaker, l'Allemand craque mentalement contre Chung Hyeon (7-5, 63-7, 6-2, 3-6, 0-6) ; il est trop souvent énervé dans ce genre de rencontre et n'arrive toujours pas à passer un cap en Grand Chelem.
En février au tournoi de Rotterdam, Alexander Zverev passe David Ferrer mais s'incline de façon prématurée au second tour (4-6, 3-6) contre le lucky loser Andreas Seppi. Peu de temps après, il atteint les demi-finales du tournoi d'Acapulco, où il est éliminé par l'Argentin Juan Martín del Potro (4-6, 2-6), futur vainqueur. En mars au Masters d'Indian Wells, il déçoit en s'inclinant d'entrée (5-7, 7-5, 4-6) contre João Sousa. Puis au Masters de Miami, il réalise une belle semaine en atteignant sa troisième finale de Masters 1000 en carrière. Il bat tout d'abord difficilement Daniil Medvedev au premier tour (6-4, 1-6, 7-65) en près de 2 h 15 de jeu, s'offrant sa 200e victoire sur le circuit. Puis il passe David Ferrer (2-6, 6-2, 6-4), Nick Kyrgios (6-4, 6-4) en huitièmes de finale et Borna Ćorić en 1 h 24 sur le même score pour arriver en demi-finale. Il se qualifie pour la finale après sa victoire (7-64, 6-2) en une heure et demie sur Pablo Carreño Busta. Après un match indécis se réglant au service, l'Allemand craque dans les moments importants dans les second et troisième sets contre l'Américain tête de série numéro 14, John Isner (7-64, 4-6, 4-6) après deux heures et demie de jeu. Il s'incline pour la première fois en finale de Masters 1000 après avoir loupé beaucoup d'occasions dans la deuxième manche.

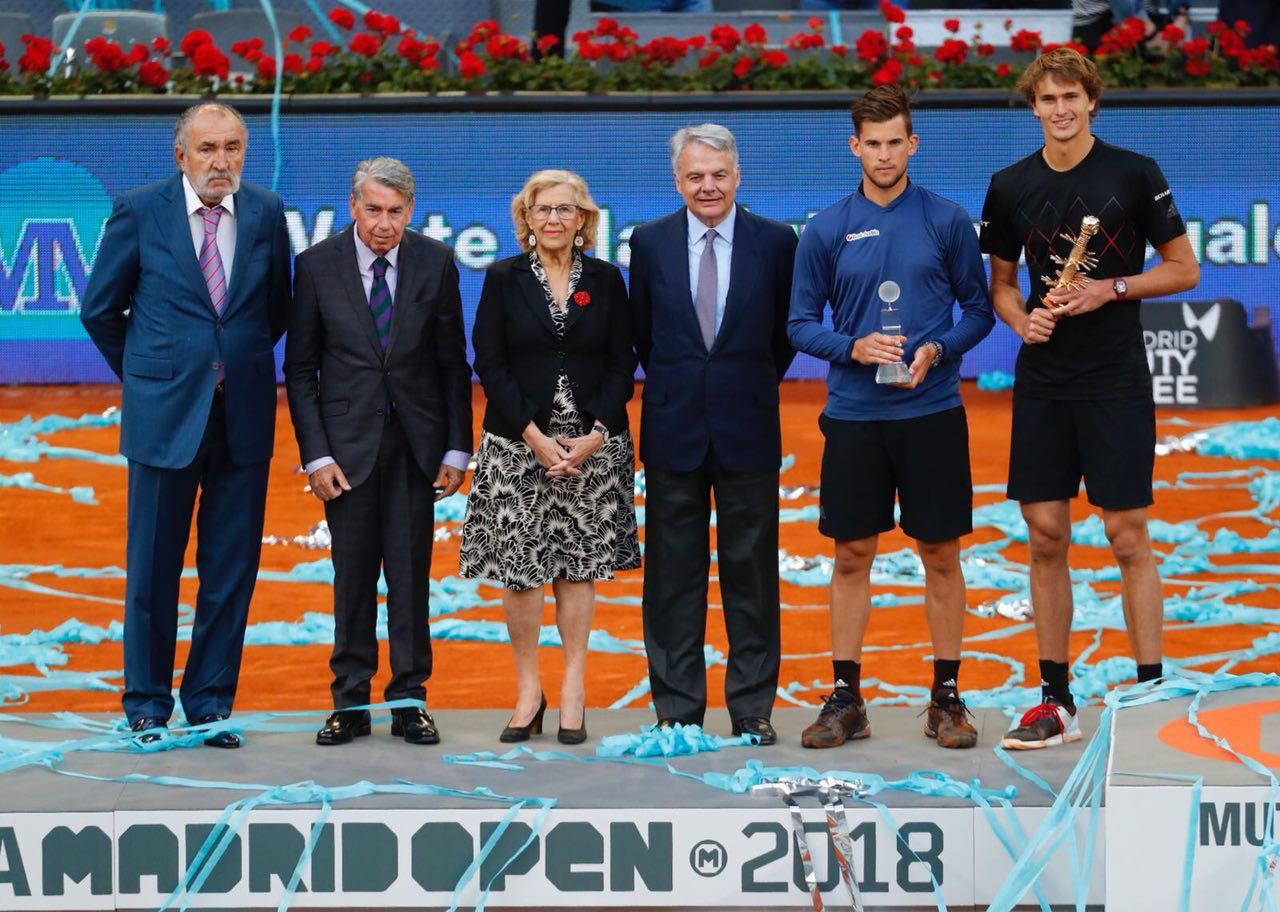
Alexander Zverev pendant la remise de trophée après sa victoire au Masters de Madrid en 2018.

Pour commencer la saison européenne sur terre battue, Alexander Zverev participe au Masters de Monte-Carlo. Il passe difficilement ses premiers tours contre Gilles Müller et Jan-Lennard Struff en perdant un set à chaque match. Puis dans un match à suspense et intense, il se qualifie pour le dernier carré en passant le Français Richard Gasquet (4-6, 6-2, 7-5) après 2 h 39 d'effort,. Il tombe en 2 h 13 (6-3, 3-6, 4-6), épuisé du match de la veille contre le Japonais Kei Nishikori. Une semaine après, il doit défendre son titre au tournoi de Munich. Il s'extirpe difficilement de son premier tour face à son compatriote Yannick Hanfmann (612-7, 6-4, 6-2) après un gros tie-break, puis bat plus facilement Jan-Lennard Struff et Chung Hyeon (7-5, 6-2) pour aller en finale. Il s'adjuge contre un autre compatriote, Philipp Kohlschreiber (6-3, 6-3), le 7e titre de sa carrière et le premier de l'année. La semaine suivante lors du Masters de Madrid, il vainc pour son entrée en lice Evgeny Donskoy (6-2, 7-5), élimine ensuite au second tour Leonardo Mayer (6-4, 6-2), et prend sa revanche sur le 9e mondial, John Isner (6-4, 7-5) qui l'avait battu en finale de Miami. Il se débarrasse ensuite sans problèmes du jeune Canadien Denis Shapovalov (6-4, 6-1) en 57 minutes pour s'offrir une nouvelle finale en Masters 1000,. Il s'adjuge son 3e titre en carrière dans cette catégorie de tournois, après avoir battu le tombeur de Rafael Nadal, le 7e mondial Dominic Thiem (6-4, 6-4) en 1 h 18. À 21 ans, le voilà dans le club fermé des joueurs en activité ayant remporté au moins trois Masters 1000 et reste 3e mondial grâce à son titre,. La semaine suivante au Masters de Rome en tant que tête de série numéro 2 à nouveau, il passe Matteo Berrettini et plus difficilement (7-5, 7-611) Kyle Edmund. En quart, il vainc le 10e mondial, David Goffin (6-4, 3-6, 6-3) dans un match décousu et s'offre une deuxième finale en Masters 1000 consécutive après Madrid en franchissant le 5e mondial, Marin Čilić (7-613, 7-5) en deux heures dans une rencontre serrée. Il défie en finale le 2e mondial et tête de série numéro 1, Rafael Nadal. Au terme d'un match interrompu par la pluie, il finit par s'incliner (1-6, 6-1, 3-6) alors qu'il menait 3-1 dans la dernière manche au bout de 2 h 09 de jeu. Malgré la défaite, Zverev a montré de bonnes choses pour battre Nadal sur terre battue et son parcours lui permet de prendre la 1re place à la Race. Il enchaîne Roland-Garros en tant que tête de série numéro 2, une première dans un Grand Chelem. Il passe tranquillement Ričardas Berankis avant de peiner dans ses matchs suivants pour atteindre pour la première fois les quarts de finale. Il passe Dušan Lajović (2-6, 7-5, 4-6, 6-1, 6-2), puis la tête de série numéro 26, Damir Džumhur (6-2, 3-6, 4-6, 7-63, 7-5) et Karen Khachanov (4-6, 7-64, 2-6, 6-3, 6-3) en trois heures et demie. Il affronte de nouveau Dominic Thiem (8e mondial) comme à Madrid pour un choc. Cependant, fatigué de ses matchs de ces dernières semaines et gêné à la cuisse, il s'incline sèchement (4-6, 2-6, 1-6) en 1 h 50. Après le match en conférence, il explique qu'il ne pouvait plus bouger et ne pouvait pas défendre pleinement ses chances.
La saison sur gazon est un échec pour Zverev qui s'incline sèchement (1-6, 4-6) à Halle contre Borna Ćorić et au 3e tour de Wimbledon contre le qualifié Ernests Gulbis (62-7, 6-4, 7-5, 3-6, 0-6).

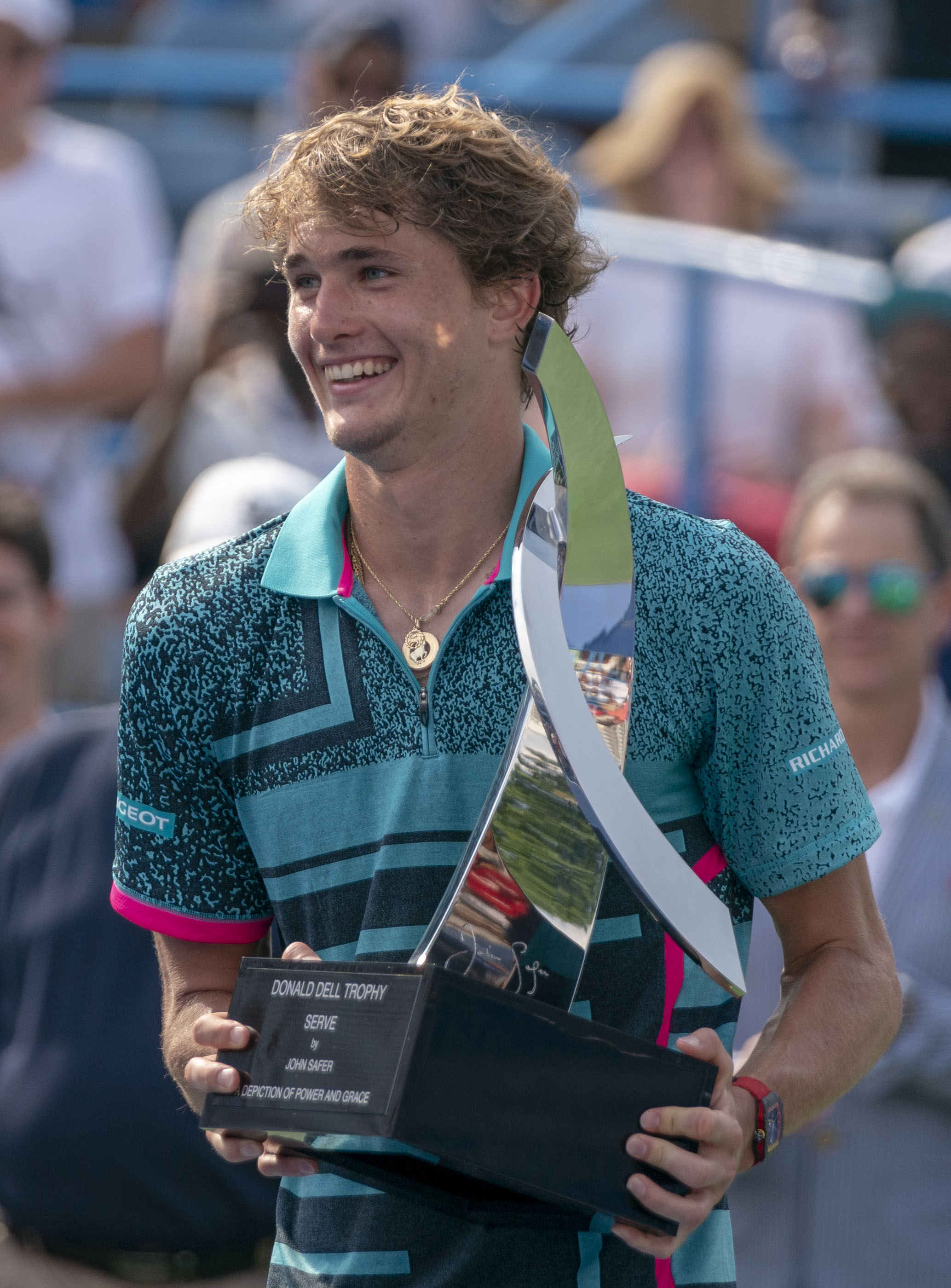
Alexander Zverev tenant le trophée après sa victoire à l'Open de Washington en 2018 face à Alex de Minaur.

En août, il commence la tournée américaine au tournoi de Washington en tant que tenant du titre. Il passe Malek Jaziri et son frère Mischa Zverev en deux manches, puis perd un set contre Kei Nishikori (3-6, 6-1, 6-4), avant de remporter facilement (6-2, 6-4) son match contre le jeune Grec de 19 ans Stéfanos Tsitsipás pour atteindre la finale. L'affiche de la finale est la plus jeune de l'histoire du circuit ATP, depuis celle d'Indian Wells en 2007, et remporte ainsi son 3e titre de la saison en battant (6-2, 6-4) l'Australien Alex de Minaur qui a également 19 ans. Pour la défense de son autre titre au Masters du Canada, Zverev commence tranquillement son tournoi en battant Bradley Klahn et Daniil Medvedev, avant de tomber en quart de finale face à Stéfanos Tsitsipás (6-3, 611-7, 4-6) dans un match intense de 2 h 27 de jeu, après avoir servi pour le match à 5-3 dans la seconde manche et en ayant eu deux balles de match. Et au Masters de Cincinnati, il s'incline comme l'année précédente d'entrée de tournoi (7-5, 4-6, 5-7) contre Robin Haase. Après deux premiers tours convaincants, il déçoit en s'inclinant au 3e tour de l'US Open contre son compatriote Philipp Kohlschreiber (7-61, 4-6, 1-6, 3-6) après le gain de la première manche. Du 21 au 23 septembre, il participe à la Laver Cup pour la 2e année dans l'équipe Europe. Il perd son unique match de double avec Roger Federer (6-4, 62-7, [9-11]) face à la paire américaine John Isner/Jack Sock mais gagne ses deux matchs de simple contre John Isner à nouveau (3-6, 7-66, [10-7]) dans un match accroché et Kevin Anderson (63-7, 7-5, [10-7]), pour finalement permettre à son équipe de remporter la Coupe 13 à 8.
Il fait son retour sur les courts pour la tournée asiatique, avec une mauvaise entame à Pékin. Puis au Masters de Shanghai, il passe en deux sets l'homme en forme du moment, Nikoloz Basilashvili (7-5, 6-4), puis Alex de Minaur (6-4, 6-1) et la tête de série numéro 11, Kyle Edmund (6-4, 6-4) pour atteindre les demi-finales après 1 h 12 de jeu. Cette victoire lui assure du même coup sa qualification pour le Masters de Londres, la 2e de sa carrière après 2017. Il se fait dominer (2-6, 1-6) en seulement une heure de jeu contre la tête de série numéro 2, le Serbe Novak Djokovic qui remporte le tournoi.
En salle à l'Open de Bâle, il atteint le dernier carré en sortant Roberto Bautista-Agut en quart de finale, mais tombe contre un surprenant et performant Marius Copil (3-6, 7-66, 4-6). Puis au Masters de Paris-Bercy, il franchit Frances Tiafoe et Diego Schwartzman en deux sets, mais se fait facilement battre en quart de finale (1-6, 2-6) en 1 h 10 par le Russe Karen Khachanov, qui remporte par la suite son 1er titre en Masters 1000.
Pour les ATP Finals, Alexander Zverev est placé dans le groupe Guga Kuerten avec le no 1 mondial Novak Djokovic, le no 7 mondial Marin Čilić et le no 10 mondial John Isner. Il remporte son premier match face au Croate en deux tie-breaks et 2 h 6 de jeu, puis s'incline (4-6, 1-6) en 1 h 16 contre le Serbe après un craquage dans la seconde manche. Enfin, il décroche la dernière place pour les demi-finales en sortant Isner (7-65, 6-3) en 1 h 21. Il devient le plus jeune demi-finaliste depuis Juan Martín del Potro lors de l'édition 2009. Il remporte sa demi-finale contre le no 3 mondial Roger Federer (7-5, 7-65) en 1 h 35 pour se qualifier pour la finale où il retrouve Novak Djokovic,.
Il remporte la finale (6-4, 6-3) en 1 h 20 et devient à 21 ans le 7e plus jeune joueur à gagner le Masters et le plus jeune depuis Novak Djokovic en 2008.
Alexander Zverev termine sa saison à la 4e place mondiale derrière le Big 3.

### 2019. Difficultés en Grand Chelem, titre à Genève,6efinalede Masters 1000 à Shanghai et 1/2 finale au Masters
Alexander Zverev commence sa saison 2019 à la Hopman Cup, associé à Angelique Kerber. Il bat successivement, et en trois sets, Lucas Pouille (6-3, 68-7, 6-2) et David Ferrer (6-4, 4-6, 7-60) puis se défait facilement de Matthew Ebden (6-4, 6-3) avant de chuter une fois encore en finale contre Roger Federer (4-6, 2-6). Le double mixte départage les deux équipes et l'Allemagne s'incline finalement malgré deux balles de titre. Lors de la remise des prix, Zverev s'amuse à demander à Federer quand compte-t-il prendre sa retraite, sous les rires du public.
Après une semaine de repos, il s'attaque à l'Open d'Australie. Il franchit facilement le premier tour en moins de deux heures face au 67e mondial Aljaž Bedene (6-4, 6-1, 6-4). Il retombe dans ses travers dès le second tour où, après avoir mené deux sets à rien, est incapable de « tuer » le match et se voit pousser à disputer un cinquième set par Jérémy Chardy (7-65, 6-4, 5-7, 66-7, 6-1). Il se reprend dès le tour suivant en écrasant l'Australien Alex Bolt (6-3, 6-3, 6-2) mais chute lourdement en huitième de finale contre le Canadien Milos Raonic sur le score de (1-6, 1-6, 65-7) confirmant une nouvelle fois ses difficultés en Grand Chelem. À l'issue du tournoi, il remonte néanmoins à la 3e place au classement ATP, profitant de l'élimination précoce de Roger Federer.
Aux premiers jours de février, il s'aligne avec l'équipe d'Allemagne de Coupe Davis contre la Hongrie, malgré sa réticence envers la nouvelle formule de la compétition. Il s'impose facilement contre le joueur non classé Nagy (6-2, 6-2) en 1 h 10. Philipp Kohlschreiber et le double rapportant les deux autres points, l'Allemagne se qualifie pour la phase finale qui se tient en novembre à Madrid. En délicatesse avec une cheville, Alexander Zverev renonce à l'ATP 500 de Rotterdam, qui se tient du 9 au 17 février. Il reprend la compétition le 26 février en tant que tête de série no 2 du tournoi ATP 500 d'Acapulco. Aux premiers tours, il bat l'Australien Alexei Popyrin, issu des qualifications (6-3, 6-3), puis David Ferrer qui joue sa dernière saison (7-60, 6-1). En quarts de finale, il dispose facilement en 1 h 15 du jeune prodige australien Alex de Minaur en deux sets (6-4, 6-4) pour s'ouvrir les portes des demi-finales. Il prend rapidement le dessus sur le Britannique Cameron Norrie, 64e mondial, toujours en deux sets (7-60, 6-3). Il joue sa 16e finale à 21 ans à peine contre l'imprévisible Nick Kyrgios qui a éliminé Rafael Nadal, Stanislas Wawrinka et John Isner. Il cède en deux sets (3-6, 4-6). Il remporte néanmoins le double avec son frère Mischa Zverev en battant en finale Austin Krajicek et Artem Sitak (2-6, 7-64, [10-5]). Son seul doublé demeure donc celui de février 2017, à l'Open de Montpellier.
Le 9 mars, exempté du premier tour au Masters 1000 d'Indian Wells, il commence le tournoi en gagnant facilement (6-3, 2-0 ab.) face au Slovaque Martin Kližan, tombeur de son frère Mischa. Au tour suivant, souffrant d'un virus, il est éliminé par l'Allemand Jan-Lennard Struff, 55e mondial (3-6, 1-6). Le 24 mars, il reprend la compétition au Masters 1000 de Miami et se fait surprendre d'entrée par l'Espagnol David Ferrer qui le bat en trois sets (6-2, 5-7, 3-6).
Conscient de son manque de compétition, il s'inscrit au dernier moment au Grand Prix Hassan II, un tournoi ATP 250 qui débute le 8 avril, et se joue sur terre battue à Marrakech. Intronisé tête de série numéro 1, il bat au premier tour l'Ouzbek Denis Istomin en deux sets (6-4, 6-4) puis s'incline contre l'Espagnol Jaume Munar, spécialiste de cette surface et capitalisant déjà huit victoires depuis le début de l'année, en trois sets (61-7, 6-2, 3-6). Il commence ensuite le 17 avril le Masters de Monte-Carlo, premier Masters 1000 sur terre battue. Tête de série no 3, exempté de premier tour, il élimine le jeune prodige Canadien Félix Auger-Aliassime en deux petits sets (6-1, 6-4) puis s'incline contre l'Italien Fabio Fognini, futur vainqueur du tournoi (66-7, 1-6). Il ne se console pas en double aux côtés de son frère, Mischa Zverev : ils perdent aussi en huitièmes de finale contre la paire néerlandaise Wesley Koolhof - Robin Haase (7-68, 4-6, [8-10]). Tête de série no 2 au tournoi ATP 500 de Barcelone, il est exempté de premier tour. Pour son entrée en lice, il réalise une contre-performance et s'incline (6-3, 5-7, 65-7) face au Chilien Nicolás Jarry après avoir eu une balle de match dans le troisième set, et mené 3-0 dans le tie-break.
Le 1er mai, il commence le tournoi de Munich où il doit défendre son titre. Tête de série no 1, il est exempté de premier tour : il bat l'Argentin Juan Ignacio Londero en deux sets (7-5, 6-1) pour retrouver en quarts de finale le Chilien Cristian Garín, qui ne joue que sur terre battue, ancien vainqueur du tournoi de Roland-Garros junior 2013. Toujours préoccupé par des problèmes personnels, il livre un match inégal, et malgré deux balles de match dans le dernier set à 5-4, il lâche prise (4-6, 7-5, 5-7). Cela a pour effet de lui faire perdre sa 3e place mondiale au profit de Roger Federer. Tête de série no 3 au Masters 1000 de Madrid et tenant du titre, exempté de premier tour, il bat pour son entrée en lice David Ferrer en deux petits sets (6-4, 6-1), prenant sa revanche sur Indian Wells, et le mettant de facto à la retraite. En huitièmes de finale, il fait un gros match pour s'imposer face au Polonais Hubert Hurkacz, issu des qualifications (3-6, 6-4, 6-4) et accéder aux quarts de finale. Il y rencontre le Grec Stéfanos Tsitsipás qui le bat en trois sets (5-7, 6-3, 2-6).
Ne pouvant donc défendre les points acquis l'année précédente par sa victoire, il perd encore une place au classement du 13 mai et descend à la 5e place. Au Masters 1000 de Rome, tête de série no 3, il est exempté de premier tour et joue contre l'invité italien Matteo Berrettini, 39e mondial. Toujours englué dans ses affaires personnelles, il perd en deux sets (5-7, 5-7) et abandonne les points gagnés l'année précédente en tant que finaliste. En mal de confiance et de matches, il s'inscrit au dernier moment à l'Open de Genève, un ATP 250. Tête de série no 1, exempté de premier tour, il rencontre Ernests Gulbis pour son entrée en lice qu'il défait en une heure (6-2, 6-1) puis doit batailler en quarts de finale contre le Bolivien Hugo Dellien (7-5, 3-6, 6-3) pour s'ouvrir les portes des demi-finales. Opposé à l'Argentin Federico Delbonis, il a encore besoin de trois sets pour s'imposer (7-5, 66-7, 6-3). En finale, après deux interruptions à cause de la pluie, et deux balles de match sauvées contre le Chilien Nicolás Jarry, il remporte son onzième tournoi après une longue bataille (6-3, 3-6, 7-68).

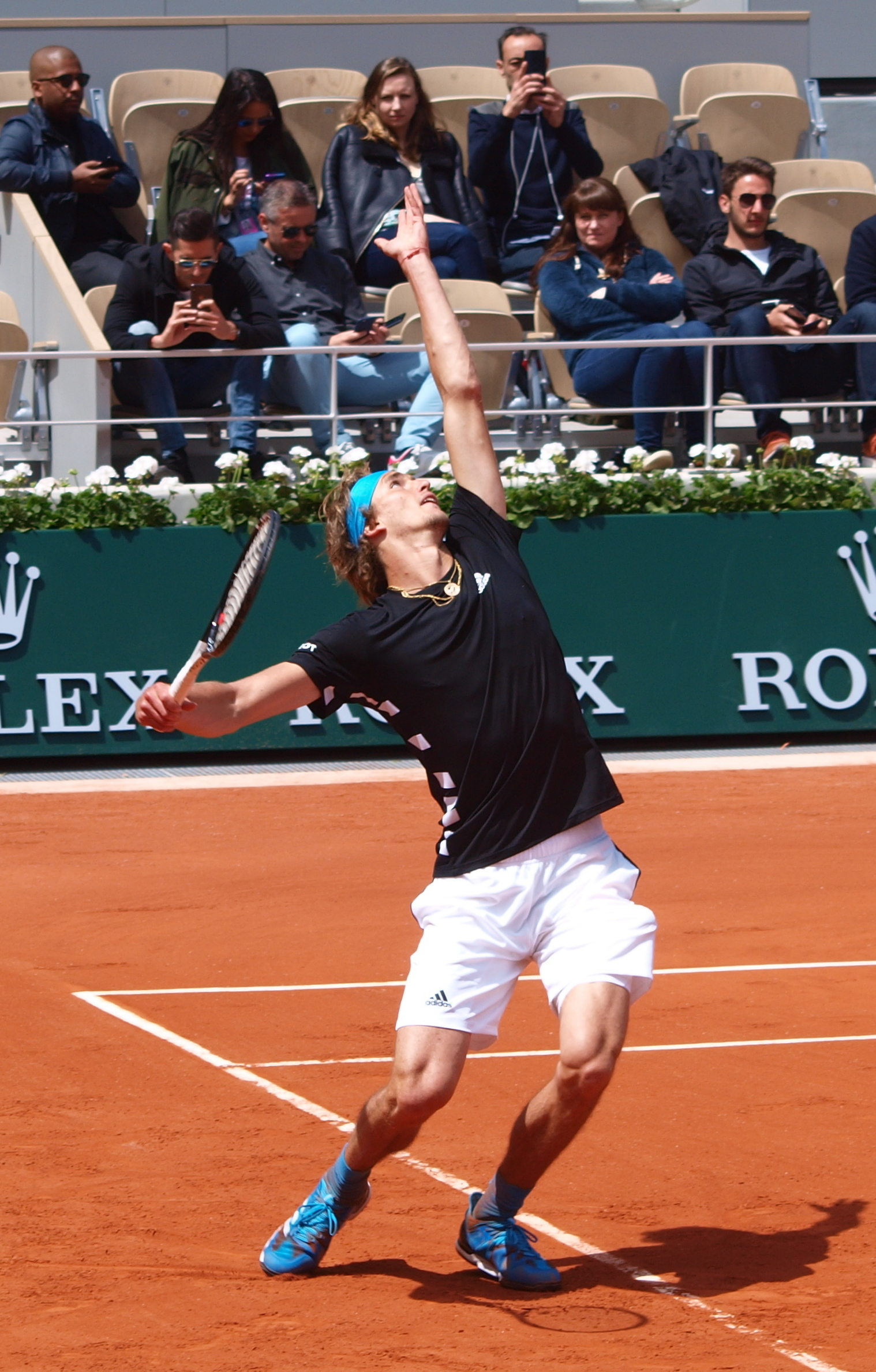
Alexander Zverev à Roland-Garros en 2019.

Classé 5e mondial, Alexander Zverev est tête de série no 5 quand il se présente à Roland-Garros. Il bat difficilement en cinq sets l'Australien 56e mondial John Millman (7-64, 6-3, 2-6, 65-7, 6-3), après avoir brisé sa raquette de rage à la perte du quatrième set. Au deuxième tour, il se défait plus facilement du jeune Suédois 148e mondial Mikael Ymer en trois sets (6-1, 6-3, 7-63). Au troisième tour, il doit encore s'employer cinq sets pour venir à bout du Serbe 35e mondial et tête de série no 30 Dušan Lajović (6-4, 6-2, 4-6, 1-6, 6-2). En huitièmes de finale, il défait l'Italien 12e mondial Fabio Fognini, récent vainqueur du Masters de Monte-Carlo et tête de série no 9, en quatre sets (3-6, 6-2, 6-2, 7-65),. En quarts de finale, face au Serbe no 1 mondial Novak Djokovic, il retombe dans ses travers. Servant pour le gain de la première manche, il cède trois jeux de suite, puis le match lui échappe qu'il perd en trois sets (5-7, 2-6, 2-6) en un peu plus de deux heures.
Le 7 juin, il annonce sa participation au tournoi de Stuttgart, un ATP 250 sur gazon, où il bénéficie d'une wild card. Tête de série no 1, exempté de premier tour, il est éliminé dès son entrée en lice par son compatriote Dustin Brown (4-6, 7-63, 3-6). Il enchaîne au tournoi ATP 500 de Halle où il bat le Néerlandais Robin Haase (6-4, 7-5) puis se défait facilement de l'Américain Steve Johnson (6-3, 7-5) pour atteindre les quarts de finale où il s'incline en trois sets (6-3, 1-6, 63-7) contre le Belge David Goffin après avoir eu deux balles de match à 5-4 dans le troisième set. À Wimbledon, il s'incline au premier tour face au Tchèque Jiří Veselý à la surprise générale (6-4, 3-6, 2-6, 5-7) invoquant une nouvelle fois de graves problèmes personnels.
Fin juillet, il intègre le tournoi ATP 500 de Hambourg. Tête de série no 2, il bat au premier tour Nicolás Jarry en deux sets secs (6-4, 6-2) puis se défait au second tour de l'Argentin Federico Delbonis (6-4, 7-62) pour se hisser en quarts de finale. Après avoir annoncé le départ de son coach Ivan Lendl, il commence mal la rencontre mais finit par battre en trois sets (2-6, 7-5, 6-2) le Serbe Filip Krajinović après avoir été mené 2-5 dans le second set. Il s'incline en demi-finale contre le tenant du titre, le Géorgien Nikoloz Basilashvili en trois sets (4-6, 6-4, 65-7) après avoir servi pour le match dans le troisième set (avec deux balles de match à la clé) et mené 5-2 dans le tie-break.
Le 9 août, il commence sa saison sur dur lors du Masters 1000 du Canada où, en tant que tête de série no 3, il est exempté de premier tour. En seizième de finale, il bat le Britannique Cameron Norrie (7-64, 6-4) puis prend sa revanche sur le Géorgien Nikoloz Basilashvili (7-5, 5-7, 7-65) après avoir sauvé une balle de match. En quart de finale, il cède devant le Russe Karen Khachanov en deux sets (4-6, 4-6). Il enchaîne avec le Masters 1000 de Cincinnati où il perd d'entrée face au Serbe Miomir Kecmanović (7-64, 2-6, 4-6).
Pour le dernier tournoi du Grand Chelem de la saison, à l'US Open, en tant que tête de série no 6, il remporte difficilement son premier tour contre le Moldave Radu Albot (6-1, 6-3, 3-6, 4-6, 6-2) puis son second match face à l'Américain Frances Tiafoe (6-3, 3-6, 6-2, 2-6, 6-3). Au troisième tour, il doit encore batailler contre le Slovène Aljaž Bedene pour s'en sortir en quatre sets (64-7, 7-64, 6-3, 7-63). Il chute en huitièmes de finale contre l'Argentin Diego Schwartzman (6-3, 2-6, 4-6, 3-6).
Il rejoint l'équipe Europe à Genève, du 20 au 22 septembre, pour disputer la Laver Cup. Il perd son premier simple contre John Isner (7-62, 4-6, 1-10), puis remporte le double, associé à Roger Federer contre la paire Jack Sock - Denis Shapovalov (6-3, 7-5). Puis, le dernier jour, il remporte le match décisif (comme l'année précédente) contre le Canadien Milos Raonic (6-4, 3-6, 10-4) qui permet à l'équipe Europe de remporter le tournoi.

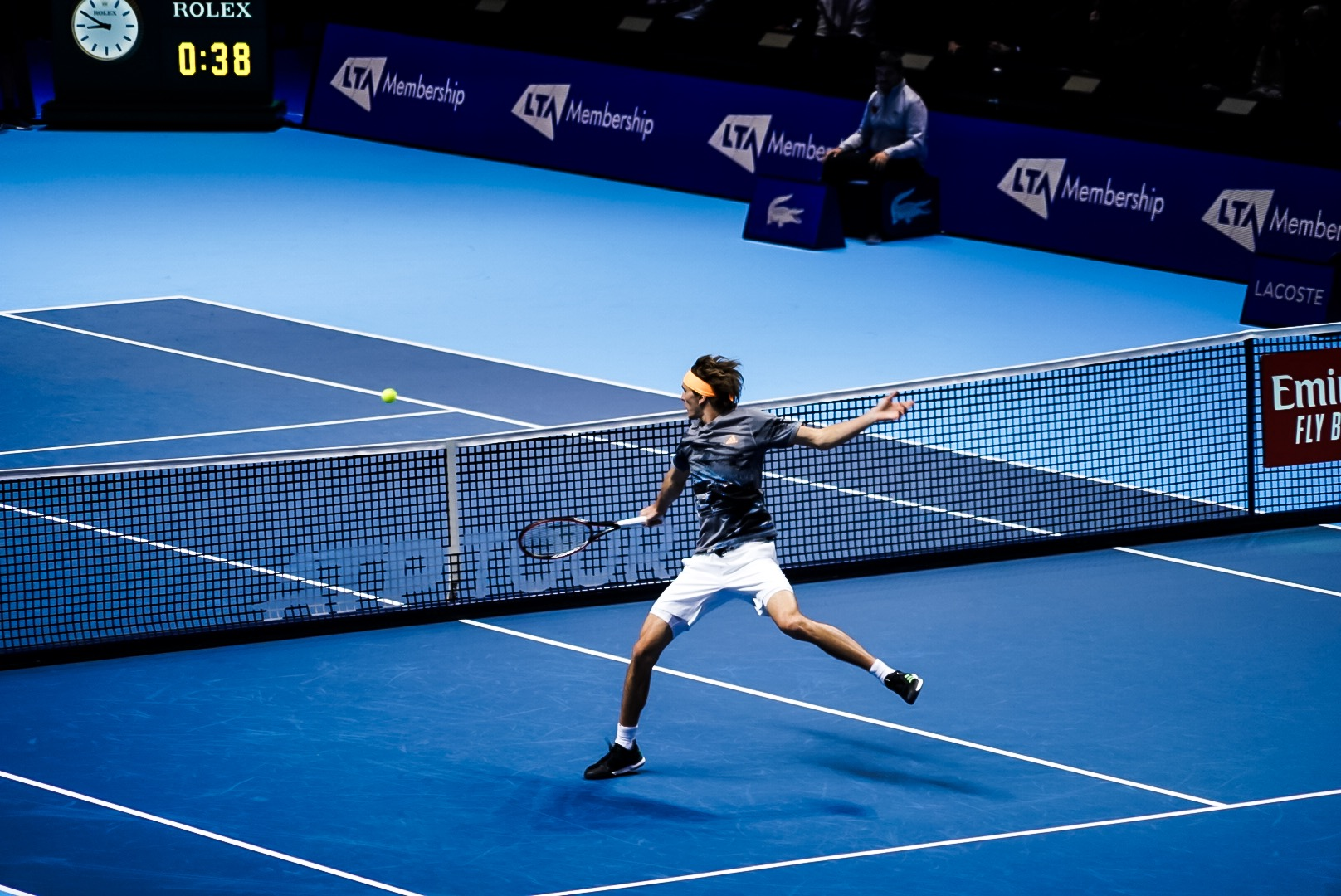
Alexander Zverev au Masters en 2019.

Début octobre, il s'aligne au tournoi ATP 500 de Pékin. Tête de série no 2, il bat au premier tour à l'Américain Frances Tiafoe (6-3, 6-2), puis dispose facilement du Canadien Félix Auger-Aliassime (6-3, 6-1) parvenant à laisser de côté la polémique due à sa non-participation à la Coupe Davis nouvelle formule. En quarts de finale il bat l'Américain Sam Querrey (7-63, 6-2) mais cède en demi-finale face au Grec Stéfanos Tsitsipás (66-7, 4-6) en 1 h 51. Il enchaîne avec le Masters 1000 de Shanghai : tête de série no 5, exempté de premier tour, il bat le Français Jérémy Chardy pour son entrée en lice au terme de deux tie-breaks (7-613, 7-63). En huitièmes de finale il bat le Russe Andrey Rublev (6-0, 7-64) puis gagne son quart de finale (le troisième de la saison en Masters 1000, après Madrid et Montréal) contre Roger Federer (6-3, 67-7, 6-3). En demi-finale, il bat l'Italien Matteo Berrettini, tombeur de Dominic Thiem en un peu plus d'une heure (6-3, 6-4) et retrouve, pour sa 6e finale en Masters 1000 (et 18e en carrière), le Russe Daniil Medvedev. Il s'incline rapidement en 1 h 14 et deux sets (4-6, 1-6).
Le 22 octobre, tête de série no 2, il affronte au premier tour de l'Open de Bâle l'Américain Taylor Fritz et perd en deux sets (67-7, 4-6), ce qui compromet sa participation au Masters de Londres. Au dernier Masters 1000 de l'année à Paris-Bercy, tête de série no 6 et exempté de premier tour, il dispose facilement de l'Espagnol Fernando Verdasco (6-1, 6-3) pour son entrée en lice mais perd au tour suivant contre Denis Shapovalov (2-6, 7-5, 2-6).
Lors des ATP Finals, après avoir validé sa qualification sur le tard, Alexander Zverev défend son titre. Pour son premier match de poule, il s'impose facilement en 1 h 24 face à Rafael Nadal (6-2, 6-4), commençant de la meilleure des manières. Mais il s'incline ensuite sèchement en 1 h 15 (3-6, 2-6) pour son second match contre Stéfanos Tsitsipás. En se qualifiant pour le dernier carré après sa victoire (6-4, 7-64) en 1 h 19 face à Daniil Medvedev, il élimine par la même occasion Rafael Nadal qui compte pourtant deux victoires. Il achève sa saison sur une défaite face à Dominic Thiem (5-7, 3-6) en 1 h 34 aux portes de la finale.

### 2020. Déclic en Grand Chelem: 1/2 finale à Melbourne et première finale en Grand Chelem à l'US Open
Zverev commence sa saison 2020 lors de la première édition de l'ATP Cup, où il dispute trois matchs en simple contre Alex de Minaur, Stéfanos Tsitsipás et Denis Shapovalov, qu'il perd tous les trois.

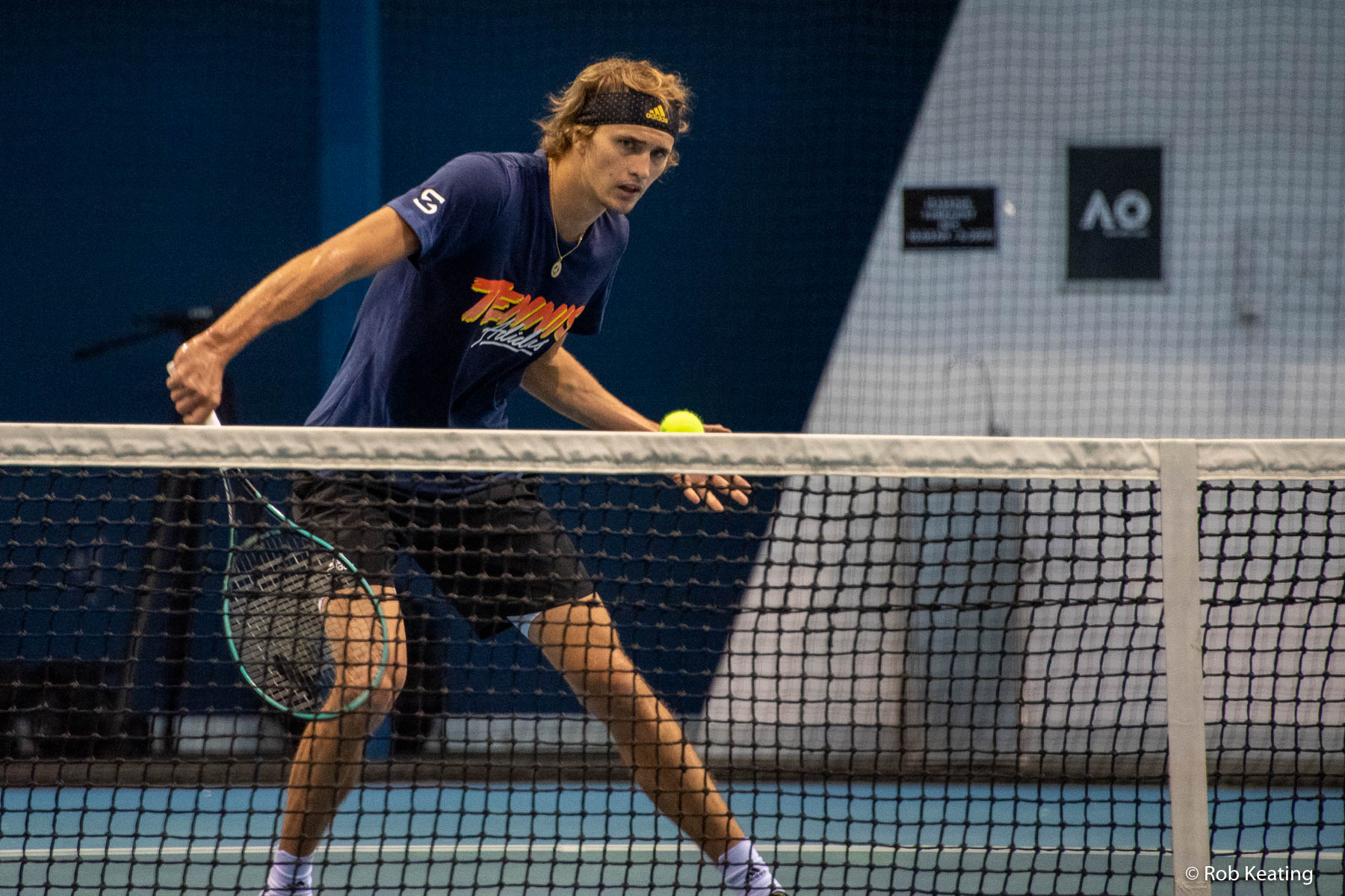
Alexander Zverev à l'entraînement à l'Open d'Australie en 2020.

Il entre ensuite dans le tableau principal de l'Open d'Australie en tant que tête de série no 7. Il bat d'abord l'Italien Marco Cecchinato en trois sets, puis Egor Gerasimov, Fernando Verdasco et Andrey Rublev, tête de série no 17, sans concéder de set, pour atteindre les quarts de finale. Il y élimine le Suisse Stanislas Wawrinka, no 15, en quatre sets pour atteindre sa première demi-finale en Grand Chelem après 2 h 19 de jeu,. Opposé à l'Autrichien Dominic Thiem, il cède en quatre sets disputés (6-3, 4-6, 63-7, 64-7) en 3 h 42,.
Après la suspension du circuit ATP à cause de la pandémie de Covid-19, Alexander Zverev participe au Masters de Cincinnati qui se déroule à New York où il est éliminé dès son entrée en lice par Andy Murray qui revient après une opération. Il débute ensuite l'US Open en tant que tête de série no 5. Il bat Kevin Anderson (7-62, 5-7, 6-3, 7-5) dans un premier tour sérieux et appliqué, puis Brandon Nakashima (7-5, 68-7, 6-3, 6-1), le Français Adrian Mannarino (64-7, 6-4, 6-2, 6-2) et Alejandro Davidovich Fokina (6-2, 6-2, 6-1) pour se hisser pour la première fois en quarts de finale à New York. Il bat ensuite Borna Ćorić (1-6, 7-65, 7-61, 6-3) en 3 h 25, tombeur de Tsitsipás plus tôt, dans un match compliqué, parvenant à tenir son rang malgré la faible qualité du match des deux côtés, et se qualifie pour sa deuxième demi-finale de la saison en Grand Chelem. Alexander Zverev affronte pour une première place en finale l'Espagnol Pablo Carreño Busta. Dans un match totalement renversant plus sur le déroulement que sur la qualité, il réussit à s'imposer après avoir été mené deux manches à rien (3-6, 2-6, 6-3, 6-4, 6-3) en 3 h 22 pour rallier sa première finale en Grand Chelem,. Il y affronte Dominic Thiem pour une finale inédite, un résultat attendu pour l'Allemand grâce au duo qu'il forme avec son coach à distance, David Ferrer. Zverev s'incline finalement en cinq sets (6-2, 6-4, 4-6, 3-6, 66-7) en quatre heures de jeu après avoir pourtant remporté les deux premiers sets, avoir eu un break d'avance dans la troisième manche et d'autres opportunités dans l'ultime manche. Dans une rencontre tendue, stressante des deux côtés, c'est finalement Thiem qui remporte son 1er titre du Grand Chelem.
Après cette déception d'être passé si près d'un premier sacre en Grand Chelem, Alexander Zverev fait l'impasse sur Rome et dispute son seul tournoi sur terre battue cette année à Roland-Garros. Il passe sans problème Dennis Novak, puis se complique la tâche face au Français Pierre-Hugues Herbert (2-6, 6-4, 7-65, 4-6, 6-4) après presque 4 heures de bataille. Il s'impose contre le qualifié italien Marco Cecchinato au troisième tour, puis s'incline contre un autre Italien, le jeune de 19 ans Jannik Sinner (3-6, 3-6, 6-4, 3-6) en trois heures. Il expliquera par la suite en conférence de presse qu'il était malade mais que ça ne doit pas justifier sa défaite.
En octobre, il commence les tournois en salle et décide de jouer chez lui de plus petits tournois. D'abord au tournoi de Cologne I en tant que tête de série numéro 1, il bat Fernando Verdasco, le qualifié Lloyd Harris en perdant une manche et Alejandro Davidovich Fokina (7-5, 7-63) pour atteindre la finale. Il remporte facilement (6-3, 6-3) en 1 h 21 son 12e titre face à Félix Auger-Aliassime. Il enchaîne avec le tournoi de Cologne II, en battant difficilement John Millman et Adrian Mannarino (6-4, 65-7, 6-4) pour atteindre le dernier carré. Il prend le pas sur l'Italien Jannik Sinner (7-63, 6-3) pour atteindre sa seconde finale consécutive. Et il expédie en 1 h 11 l'Argentin Diego Schwartzman pour s'offrir son 13e titre. En novembre, au Masters de Paris-Bercy, il enchaîne en se débarrassant de Miomir Kecmanović puis gagne à nouveau difficilement face à Adrian Mannarino (7-611, 67-7, 6-4). Il atteint le dernier carré après sa victoire (6-3, 7-61) sur le Suisse Stanislas Wawrinka. Il vainc pour la seconde fois en indoor l'Espagnol Rafael Nadal (6-4, 7-5), l'empêchant de gagner ce tournoi qui lui échappe. Qualifié pour sa 7e finale de Masters 1000 en carrière, il fait face au Russe Daniil Medvedev. Malgré le gain de la première manche, il cale physiquement et s'incline (7-5, 4-6, 1-6) en un peu plus de deux heures de jeu.
Aux ATP Finals, Alexander Zverev commence mal avec une défaite sèche (3-6, 4-6) en une heure et demie à nouveau contre Daniil Medvedev dans une rencontre de puncheurs. Il se relance en battant Diego Schwartzman (6-3, 4-6, 6-3) en 2 h 11. Pour son dernier match de poule, il s'incline (3-6, 64-7) en 1 h 36 face au Serbe Novak Djokovic.
Il termine la saison à la 7e place mondiale.

### 2021.4eet5eMasters 1000à Madrid et Cincinnati, champion olympique en simple à Tokyo, vainqueur à Acapulco et Vienne,2eMasters, et demi-finaliste à Roland-Garros et à l'US Open
Alexander Zverev commence sa saison 2021 lors de la seconde édition de l'ATP Cup. Il prend sa revanche de l'année précédente contre le Canadien Denis Shapovalov (65-7, 6-3, 7-64) en 2 h 53 et est défait par Novak Djokovic (7-63, 2-6, 5-7). L'Allemagne passe en demi-finale grâce à la victoire en double avec son compatriote Jan-Lennard Struff face à la paire Nikola Čačić / Novak Djokovic (7-64, 5-7, 10-7). Elle s'incline à ce stade après leurs deux défaites face à Andrey Rublev et Daniil Medvedev (6-3, 3-6, 5-7).
Il entre ensuite dans le tableau principal de l'Open d'Australie en tant que tête de série no 6. Il bat d'abord les Américains Marcos Giron et Maxime Cressy en ne perdant qu'un seul set, puis le Français Adrian Mannarino et se qualifie en quart de finale, après sa victoire en 2 h 21 face à Dušan Lajović. Après des opportunités gâchées, Zverev s'incline à nouveau face à Novak Djokovic (7-66, 2-6, 4-6, 66-7) après trois heures et demi de jeu.
Il déçoit au tournoi de Rotterdam en perdant dès le premier tour mais se ressaisit au Tournoi du Mexique à Acapulco. Il s'achemine en finale grâce à un forfait ainsi que des victoires sur Carlos Alcaraz, Laslo Djere et Dominik Köpfer sans perdre de set. Il s'offre son 14e titre ATP de sa carrière en simple face à Stéfanos Tsitsipás (6-4, 7-63). En double, il joue avec son frère Mischa Zverev mais ils perdent d'entrée contre Luke Saville et John-Patrick Smith (2-6, 5-7). Enfin au Masters de Miami, il contre-performe face à Emil Ruusuvuori d'entrée de tournoi. En double, il atteint les huitièmes de finale avec Tim Pütz, où ils s'inclinent contre Sebastian Korda et Michael Mmoh (65-7, 7-61, 6-10) après avoir gagné contre Marcel Granollers et Horacio Zeballos (6-2, 6-4) les têtes de série no 3.
Sur terre battue au Masters de Monte-Carlo, il tombe en deux sets face au Belge David Goffin dès les huitièmes de finale. Au Masters de Madrid, il se qualifie pour les quarts de finale où il bat Rafael Nadal (6-4, 6-4) pour la troisième fois consécutive et pour la première fois sur terre battue. Il bat ensuite Dominic Thiem (6-3, 6-4) pour se hisser en finale où il s'impose face à Matteo Berrettini pour remporter son 15e titre et son 4e Masters 1000. En double, il participe avec Tim Pütz, où ils battent successivement Félix Auger-Aliassime et Hubert Hurkacz (6-2, 6-4), Marcelo Melo et Jean-Julien Rojer (6-4, 6-4) puis Rohan Bopanna et Denis Shapovalov (6-4, 3-6, 10-5), mais ils doivent déclarer forfait pour la demi-finale contre Marcel Granollers et Horacio Zeballos. Au Masters de Rome il bat Hugo Dellien (6-2, 6-2) au deuxième tour, puis Kei Nishikori (4-6, 6-3, 6-4) comme lors du Masters de Madrid mais perd en quart de finale face au futur vainqueur Rafael Nadal (6-3, 6-4).

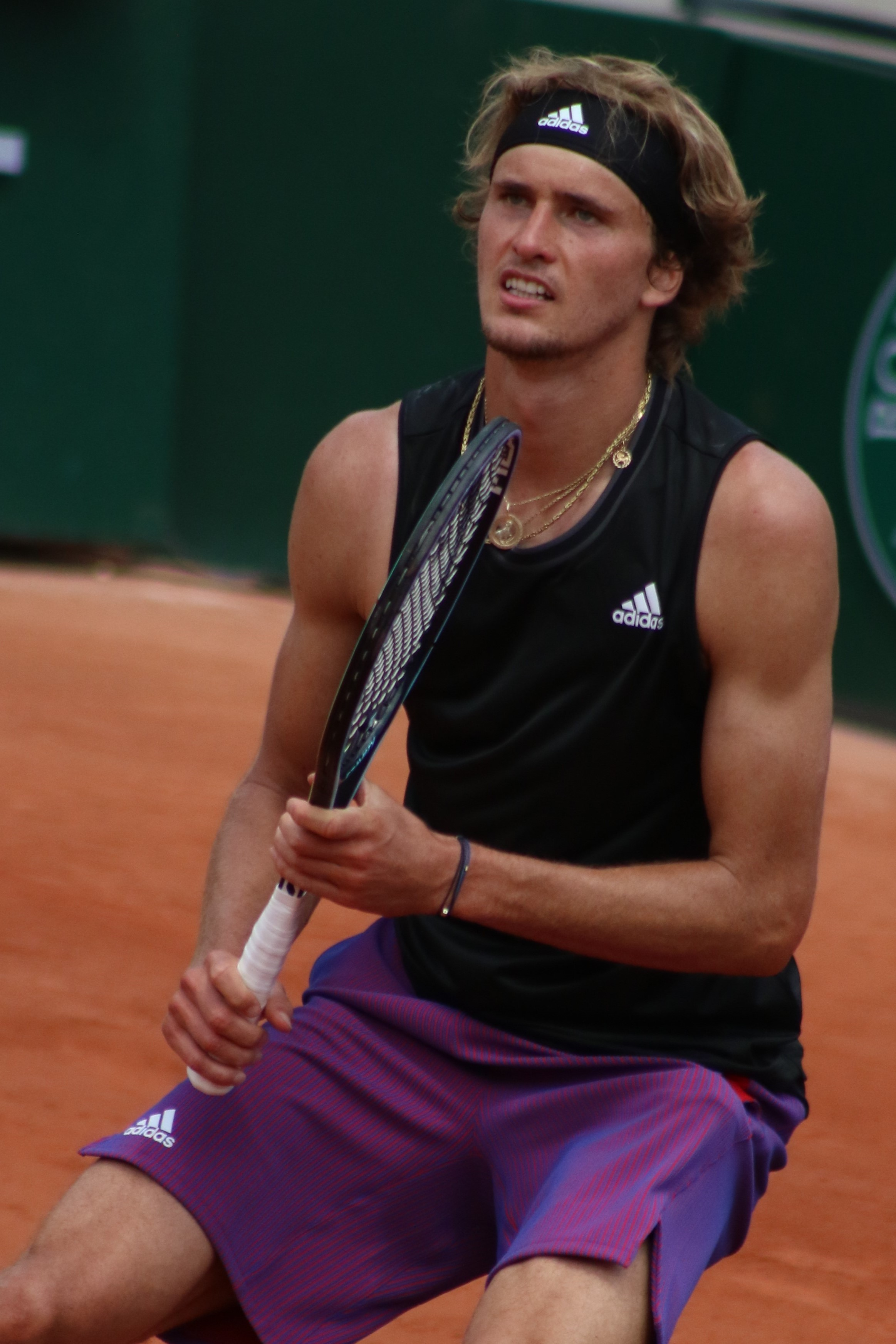
Alexander Zverev à Roland Garros en 2021.

Lors de Roland-Garros, il bat son compatriote Oscar Otte (3-6, 3-6, 6-2, 6-2, 6-0) au premier tour, Roman Safiullin (7-64, 6-3, 7-61), Laslo Djere (6-2, 7-5, 6-2), Kei Nishikori (6-4, 6-1, 6-1) comme lors de ses trois précédents tournois en 1 h 54. Puis en quart de finale, il s'impose contre Alejandro Davidovich Fokina (6-4, 6-1, 6-1) en 1 h 36. Il s'incline pour la première fois de sa carrière en demi-finale à Roland-Garros contre Stéfanos Tsitsipás le no 5 mondial (3-6, 3-6, 6-4, 6-4, 3-6) en 3 h 37 après un très gros combat.
Il participe ensuite au tournoi de Halle où il bat son compatriote Dominik Köpfer (6-4, 3-6, 6-3) au premier tour. Il perd ensuite contre le futur vainqueur du tournoi Ugo Humbert (64-7, 6-3, 3-6).
À Wimbledon, il gagne contre le qualifié Tallon Griekspoor (6-3, 6-4, 6-1), puis contre Tennys Sandgren (7-5, 6-2, 6-3) et enfin contre la tête de série no 31 Taylor Fritz (63-7, 6-4, 6-3, 7-64). Il perd en huitièmes de finale contre le Canadien Félix Auger-Aliassime (4-6, 66-7, 6-3, 6-3, 4-6).
Lors des Jeux olympiques de Tokyo, il élimine Novak Djokovic en demi-finale du simple hommes, privant le no 1 mondial serbe du Grand Chelem doré, puis s'impose en finale le 1er août face au Russe Karen Khachanov (6-3, 6-1) en 1 h 19. Il devient le deuxième champion olympique allemand de tennis, après Steffi Graf en 1988. En double, il joue avec Jan-Lennard Struff. Ils battent la paire polonaise Hubert Hurkacz et Łukasz Kubot (6-2, 7-65) puis les Français Jérémy Chardy et Gaël Monfils (6-4, 7-5) avant de s'incliner contre les Américains Austin Krajicek et Tennys Sandgren (3-6, 64-7).
Il gagne ensuite son cinquième Masters 1000 à Cincinati, en battant Lloyd Harris (7-63, 6-2), Guido Pella (6-2, 6-3), la tête de série no 8 Casper Ruud (6-1, 6-3) en quart de finale puis le numéro 3 mondial Stéfanos Tsitsipás (6-4, 3-6, 7-64) en demi-finale où il perd son unique set du tournoi. Il gagne en finale contre le 7e mondial Andrey Rublev (6-2, 6-3) en 59 minutes, pour leur première finale l'un contre l'autre.
Il participe à l'US Open où il est tête de série no 4. Il gagne contre Sam Querrey (6-4, 7-5, 6-2) en ne perdant que 14 points de service puis contre Albert Ramos-Viñolas (6-1, 6-0, 6-3). Au troisième tour, il bat Jack Sock (3-6, 6-2, 6-3, 2-1 ab.), perdant son premier set du tournoi. Il affronte en huitième de finale Jannik Sinner tête de série no 13, qu'il bat en 2 h 25 (6-4, 6-4, 7-67) puis en quart de finale Lloyd Harris (7-66, 6-3, 6-4) en 2 h 6. Il s'incline en demi-finale contre le no 1 mondial Novak Djokovic (6-4, 2-6, 4-6, 6-4, 2-6).
Il termine la saison à la 3e place mondiale, jusque-là son meilleur classement en carrière, derrière Daniil Medvedev et Novak Djokovic.

### 2022. Finale à Madrid, meilleur classement en carrière, 1/2 finale et blessure à Roland-Garros
Après sa très belle fin de saison 2021 achevé à la 3e place mondiale, Zverev décide d'entamer son début de saison 2022 par l'ATP Cup en vue de se préparer avant l'Open d'Australie. Avec l'Allemagne, il remporte ses deux premiers matchs de poule contre la Grande-Bretagne et les États-Unis en battant respectivement Cameron Norrie en deux sets (7-61, 6-1) et Taylor Fritz de la même manière (6-4, 6-4). Lors de son dernier match de poule, contre le Canada, il perd contre Félix Auger-Aliassime (4-6, 6-4, 3-6). L'Allemagne finit dernière de sa poule et ne prend pas part aux demi-finales. Il arrive à l'Open d'Australie, en pleine confiance et considéré favori à la victoire finale avec Daniil Medvedev à la suite du forfait du tenant du titre Novak Djokovic, en raison d'un schéma vaccinal non conforme. Il remporte ses trois premiers matchs très facilement avec des victoires contre l'Allemand Daniel Altmaier (7-63, 6-1, 7-61) en trois sets, suivi de l'Australien John Millman (6-4, 6-4, 6-0) et pour finir le Moldave Radu Albot (6-3, 6-4, 6-4). En huitièmes de finales, il fait face à Denis Shapovalov qui le bat en trois sets (3-6, 65-7, 3-6).
Après sa contre-performance à l'Open d'Australie, Zverev atteint la finale du tournoi de Montpellier où il perd contre Alexander Bublik (4-6, 3-6). En février, il arrive au tournoi du Mexique à Acapulco. Son match au premier tour contre Jenson Brooksby, qu'il remporte (3-6, 7-610, 6-2), bat le record du match qui s'est terminé le plus tard à 4 h 55 du matin. Il est par la suite disqualifié du tournoi avant son match contre son compatriote Peter Gojowczyk, pour avoir frappé à plusieurs reprises avec sa raquette la chaise de l'arbitre après sa défaite en double avec Marcelo Melo. En mars, il décide de s'aligner avec l'équipe d'Allemagne de Coupe Davis contre le Brésil. Il s'impose facilement contre Thiago Seyboth Wild (6-4, 6-2) et Thiago Monteiro (6-1, 7-5). L'Allemagne bat le Brésil 3-1 et se qualifie pour la phase finale qui se tient à Malaga en novembre. Exempté du premier tour à Indian Wells, il affronte l'Américain Tommy Paul puis se fait éliminer au deuxième tour (2-6, 6-4, 62-7). Au Masters de Miami, il atteint les quarts de finale en ayant battu des adversaires inférieurs à son niveau puis perd contre la tête de série no 8 Casper Ruud, futur finaliste du tournoi en trois sets (3-6, 6-1, 3-6).

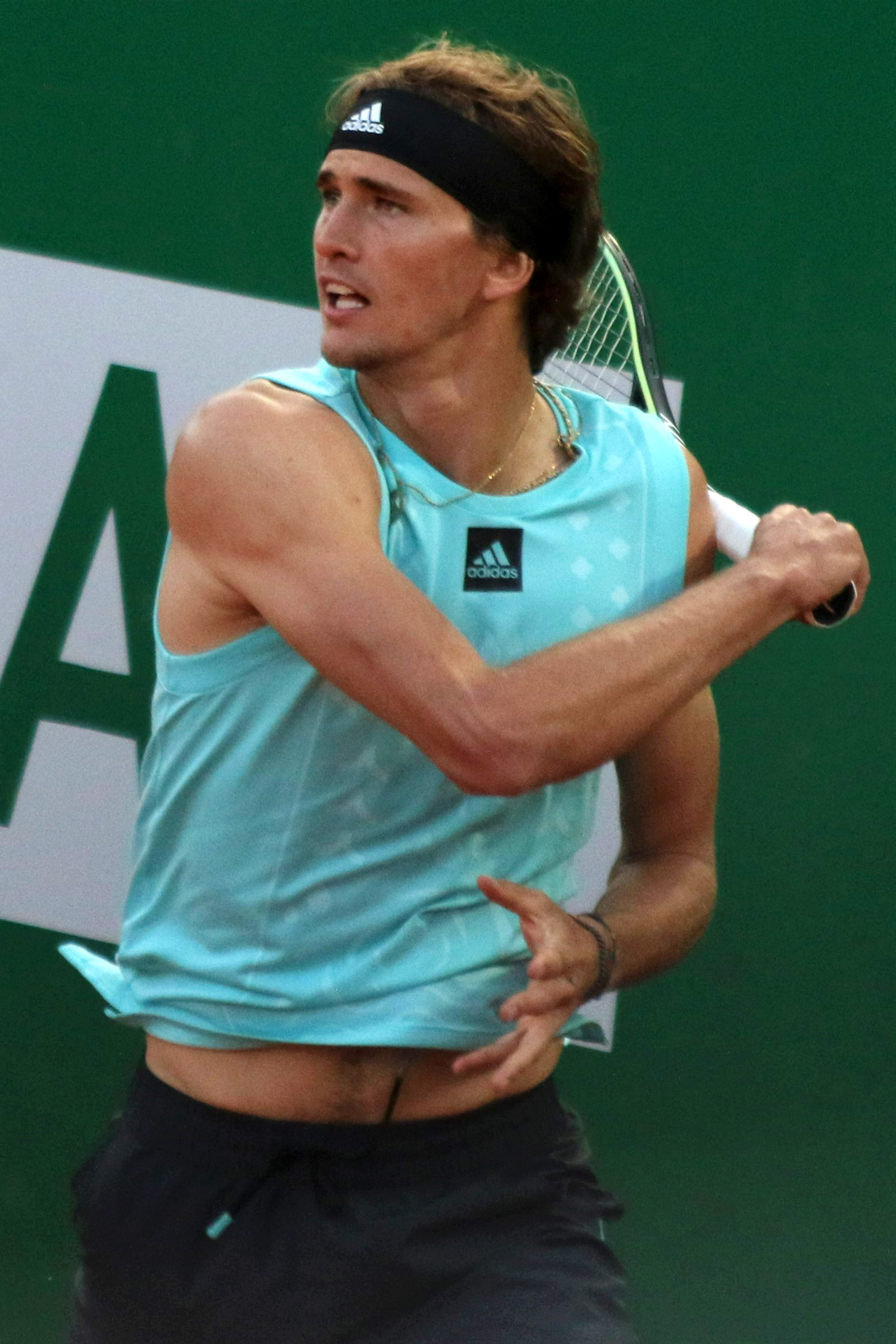
Alexander Zverev au Masters de Monte-Carlo en 2022.

Il commence la saison sur terre battue à Monte-Carlo. Il atteint les demi-finales après avoir battu la tête de série no 12 Jannik Sinner en quarts après trois sets. En demi-finale, il perd contre la tête de série no 5, tenant du titre et futur vainqueur du tournoi, Stéfanos Tsitsipás, en deux sets (4-6, 2-6).
Il participe au tournoi de Munich en tant que tête de série no 1. Il perd en deux sets (3-6, 2-6) contre le jeune et talentueux Danois Holger Rune, qui gagnera ensuite le tournoi pour s'adjuger le 1er de sa carrière sur le circuit ATP. Au Masters de Madrid, il défend son titre. Il atteint les demi-finales après des victoires en trois sets contre Marin Čilić au deuxième tour (4-6, 6-4, 6-4) et en deux sets en quart contre le Canadien Félix Auger-Aliassime (6-3, 7-5). En demi-finale, il prend sa revanche en trois sets disputés (6-4, 3-6, 6-2) sur le no 5 mondial Stéfanos Tsitsipás, double champion de Monte-Carlo et finaliste à Madrid en 2019, pour atteindre sa troisième finale. Il améliore ses statistiques dans les confrontations directes contre Tsitsipas (4-7 pour le Grec), remportant sa première victoire sur terre battue contre lui. Il perd ensuite en finale en deux sets (3-6, 1-6) contre la révélation de ce début de saison Carlos Alcaraz, qui, avant de rencontrer l'Allemand, avait battu Rafael Nadal et Novak Djokovic en quart et en demi respectivement.
Il continue sa saison sur terre au Masters de Rome, où il atteint une nouvelle fois les demi-finales sur terre après Monte-Carlo en battant Cristian Garín (7-5, 6-2) en quarts. En demi-finale, il réaffronte Stéfanos Tsitsipás pour la troisième fois consécutive en Masters 1000 lors de la saison sur terre battue, et perd son match en trois sets (6-4, 3-6, 3-6).
À Roland-Garros, il se qualifie pour les quarts de finale où il retrouve Carlos Alcaraz et le bat cette fois-ci dans un très beau combat de 3 h 18 en quatre sets (6-4, 6-4, 4-6, 7-67). Il se qualifie pour les demi-finales où il affronte Rafael Nadal. Au bout de 3 heures de jeu, alors qu'il est mené au score 7-6, 6-6, il se tord la cheville droite et chute. Il quitte le court en fauteuil roulant et revient quelques minutes plus tard, muni de béquilles pour confirmer son abandon et saluer le public, l'arbitre et son adversaire. Après l'examen, il s'avère que les trois ligaments latéraux de sa cheville sont déchirés. Il subit une opération, le 8 juin, à la suite de cette blessure. Zverev est contraint de déclarer forfait pour la tournée sur gazon. Malgré son abandon à Roland-Garros, il atteint le meilleur classement de sa carrière à la 2e place mondiale, le 13 juin 2022.
En septembre, il prévoit de revenir pour les matchs de Coupe Davis mais subit une nouvelle blessure, un œdème osseux, et se retire de la compétition pour le reste de la saison.
Zverev finit la saison à la 12e place mondiale.

### 2023. Demi-finaliste pour la troisième année consécutive à Roland-Garros,21etitre à Chengdu, 1/2 à Cincinnati et retour dans le top 10 ATP
Alexander Zverev revient de blessure mi-janvier et débute l'Open d'Australie par une victoire difficile contre le Péruvien Juan Pablo Varillas, repêché (4-6, 6-1, 5-7, 7-6, 6-4). Il affronte au second tour un autre lucky loser, l'Américain Michael Mmoh, qui remporte le match (7-6, 4-6, 3-6, 2-6). Il s'incline au même stade à Rotterdam contre le local Tallon Griekspoor (6-4, 3-6, 4-6) et d'entrée à Doha contre l'ancien numéro un mondial Andy Murray (6-7, 6-2, 5-7), futur finaliste. Début mars, il atteint pour la première fois de l'année les demi-finales. Il élimine à Dubaï le récent quart de finaliste à l'Open d'Australie Jiří Lehečka (4-6, 6-4, 6-3) et le qualifié Christopher O'Connell puis l'Italien Lorenzo Sonego sur le même score (7-5, 6-4). Il est battu par le tenant du titre Andrey Rublev aux portes de la finale (3-6, 6-7).
Il emporte deux matchs la semaine suivante à Indian Wells contre l'Argentin Pedro Cachín (6-3, 6-1) et le Finlandais Emil Ruusuvuori (7-5, 1-6, 7-5). Il s'incline en huitièmes contre la Russe Daniil Medvedev, alors sur seize victoires d'affilée (7-6, 6-7, 5-7). Il se fait sortir fin mars à Miami par l'invité Japonais Taro Daniel (0-6, 4-6) d'entrée.

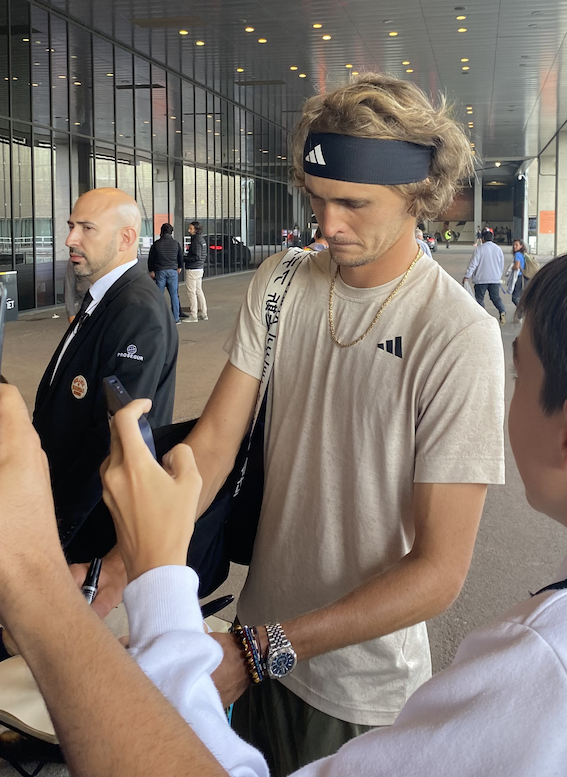
Alexander Zverev signant pour des fans à Madrid en 2023.

Il commence la tournée sur terre battue par le Masters de Monte-Carlo dont il était demi-finaliste l'année précédente. Il défait d'abord le Kazakh Alexander Bublik (3-6, 6-2, 6-4) et l'Espagnol Roberto Bautista-Agut (6-4, 6-4), puis est battu par l'ex numéro un, récent vainqueur d'Indian Wells Daniil Medvedev (6-3, 5-7, 6-7) en huitièmes de finale, après avoir manqué deux balles de match. Il s'incline dès le premier tour à Munich, dans son pays natal contre l'Australien Christopher O'Connell (6-7, 4-6). Il se présente à Madrid la semaine suivante en tant qu'ancien finaliste. Il renverse d'abord le local Roberto Carballés Baena (6-7, 7-5, 6-0) puis ne laisse qu'un jeu au qualifié Français Hugo Grenier (6-1, 6-0). Parvenant en huitièmes de finale, il affronte Carlos Alcaraz, qui l'avait battu l'année dernière en finale. Il est dominé et ne remporte que trois jeux contre le numéro deux mondial (1-6, 2-6)
À Roland-Garros, il passe les premiers tours respectivement face au Sud-Africain Lloyd Harris (7-6, 7-6, 6-1), au Slovène Alex Molčan (6-4, 6-2, 6-1) et contre l'Americain Frances Tiafoe (3-6, 7-6, 6-1, 7-6) en session de nuit. En huitième de finale, il bat sèchement le Bulgare Grigor Dimitrov (6-1, 6-4, 6-3) et se défait en quart de finale de l'Argentin Tomás Martín Etcheverry, néophyte à ce niveau en quatre sets (6-4, 3-6, 6-3, 6-4) pour disputer sa troisième demi-finale consécutive à Porte d'Auteuil. Il est éliminé en demi-finale par le Norvégien Casper Ruud (6-3, 6-4, 6-0), finaliste l'année précédente.
Zverev devait initialement commencer la saison sur gazon au tournoi de Stuttgart, mais il est contraint de déclarer forfait à la suite d'une blessure contractée à la cuisse lors de sa demi-finale à Roland-Garros contre Casper Ruud. Il commence finalement la saison sur gazon dans son pays natal, le 19 juin à Halle. Il écarte l'Autrichien et ancien numéro trois mondial Dominic Thiem (6-3, 6-4), le Canadien Denis Shapovalov (6-2, 6-4), ancien demi-finaliste à Wimbledon, et le Chilien Nicolás Jarry (7-5, 6-3) pour rallier les demi-finales. Il est sorti par le Kazakh Alexander Bublik (3-6, 5-7) qui remporte par la suite le tournoi. À Wimbledon, il passe les deux premiers tours en battant le Néerlandais Gijs Brouwer dans un match relevé (6-4, 7-64, 7-65) et le Japonais repêché des qualifications Yosuke Watanuki (6-4, 5-7, 6-2, 6-2) puis se fait éliminer par l'ancien finaliste de l'édition de 2021 Matteo Berrettini (3-6, 64-7, 65-7).
De retour sur terre battue, il est battu en quarts de finale du tournoi de Båstad par Andrey Rublev, futur vainqueur du tournoi, après avoir battu Alex Molčan (6-4, 3-6, 7-5) et Thiago Monteiro (6-0, 6-1). Il remporte son premier tournoi de la saison à Hambourg en dominant en finale le Serbe Laslo Djere (7-5, 6-3). Il remporte son 20e titre en carrière, le premier depuis plus d'un an et demi au Masters 2021. Il avait auparavant éliminé Alex Molčan (6-0, 6-3), son compatriote Maximilian Marterer (6-3, 7-5) ainsi que les jeunes Français Luca Van Assche (6-3, 6-4) et Arthur Fils (6-2, 6-4).
Il s'envole début août pour la tournée américaine mais subit une défaite sèche d'entrée au Masters du Canada contre l'Espagnol Alejandro Davidovich Fokina (1-6, 2-6), futur demi-finaliste, alors qu'il n'avait plus disputé le tournoi depuis quatre ans. Il rebondit à Cincinnati, tournoi qu'il n'a plus disputé depuis sa victoire en 2021, où il bat le Bulgare Grigor Dimitrov (6-2, 6-2), puis le Japonais Yoshihito Nishioka (7-5, 6-4). Opposé au numéro trois mondial Daniil Medvedev, il s'impose (6-4, 5-7, 6-4), alors qu'il avait perdu leurs trois derniers duels. Il domine ensuite facilement le Français Adrian Mannarino, contre qui il reste invaincu (6-2, 6-3). Disputant les demi-finales d'un Masters 1000 pour la première fois depuis plus d'un an, il est dominé logiquement par le numéro deux mondial Novak Djokovic (6-7, 5-7). Il s'ensuit le quatrième et dernier Grand Chelem de l'année, l'US Open, dont il dispute les quarts de finale à la faveur de victoires sur l'Australien Aleksandar Vukic (6-4, 6-4, 6-4), son compatriote Daniel Altmaier (7-6, 3-6, 6-4, 6-3), le Bulgare Grigor Dimitrov (6-7, 7-6, 6-1, 6-1) et l'Italien Jannik Sinner, un des outsiders du tournoi en raison de son titre à Cincinnati quelques semaines plus tôt dans un long match éprouvant physiquement qui a duré plus de 4h de jeu (6-4, 3-6, 6-2, 4-6, 6-3). Affaibli physiquement, il s'incline logiquement en quarts de finale contre l'Espagnol Carlos Alcaraz, numéro un et tenant du titre ici même (3-6, 2-6, 4-6). À la suite de sa belle performance durant le tournoi, le 11 septembre, il retrouvera le top 10 du classement ATP, 11 mois après sa sortie.
Il confirme fin septembre son statut de tête de série numéro une à Chengdu où il bat le Russe qualifié Pavel Kotov (7-6, 4-6, 6-1) puis renverse le Serbe Miomir Kecmanović (5-7, 7-5, 6-2) avant de battre Grigor Dimitrov (6-3, 7-6). Il s'impose en finale contre un autre Russe, Roman Safiullin, qu'il renverse également difficilement (6-7, 7-6, 6-3) pour s'offrir son 21e titre ATP, le premier en Chine, mais également le premier titre sur dur depuis sa victoire au Masters 2021. Il enchaîne avec le tournoi relevé de Pékin où il surfe sur sa forme avec des victoires renversantes sur Diego Schwartzman (6-7, 6-1, 6-4), Alejandro Davidovich Fokina (6-7, 6-2, 6-1) et sur le Chilien Nicolás Jarry (6-1, 6-7, 6-3) pour jouer les demi-finale. Opposé au numéro trois mondial Daniil Medvedev qu'il affronte pour la quatrième fois de la saison, il perd, fatigué par l'enchaînement des matchs (4-6, 3-6).
Il s'incline deux fois ensuite à Shanghai, tournoi où il n'avait jamais été éliminé d'entrée contre le Russe Roman Safiullin (3-6, 1-6) et à Tokyo contre l'Australien Jordan Thompson alors qu'il est tête de série numéro trois (3-6, 4-6). Il reprend quelques couleurs en s'envolant pour le tournoi de Vienne où il élimine l'invité local Sebastian Ofner (6-4, 6-1) ainsi que le Britannique Cameron Norrie (6-2, 6-4) avant de perdre contre le numéro cinq mondial Andrey Rublev (1-6, 7-6, 3-6) en quarts de finale. Début novembre, il s'incline en huitièmes de finale contre le sixième mondial Stéfanos Tsitsipás (6-7, 4-6) après avoir battu difficilement Márton Fucsovics (4-6, 7-5, 6-4) et le local Ugo Humbert (6-4, 6-7, 7-6). Il se qualifie néanmoins pour le Masters de fin d'année.

### 2024:2efinaleen Grand Chelem à Roland-Garros,6eMasters 1000 à Rome,7eMasters 1000 à Paris, demi-finale à l'Open d'Australie, Miami et Cincinnati
Alexander Zverev commence la saison 2024 à l'United Cup. Il remporte la compétition avec l'Allemagne grâce notamment à des victoires contre Stéfanos Tsitsipás en quart de finale et Hubert Hurkacz en finale. À l'Open d'Australie, il bat au premier tour un compatriote, Dominik Köpfer (4-6, 6-3, 7-63, 6-3). Il s'impose ensuite laborieusement contre le qualifié slovaque Lukas Klein en cinq sets (7-5, 3-6, 4-6, 7-65, 7-67) et sort plus facilement vainqueur face au jeune Alex Michelsen (6-2, 7-64, 6-2) qui jouent tous les deux leur premier Open d'Australie. Il perd deux nouveaux sets mais bat le Britannique Cameron Norrie en huitièmes de finale (7-5, 3-6, 6-3, 4-6, 7-63) à l'issue d'un nouveau gros duel puis sort le jeune numéro deux mondial espagnol Carlos Alcaraz (6-1, 6-3, 62-7, 6-4). Cette victoire lui permet de rallier les demi-finales du tournoi pour la première fois depuis quatre ans. Confronté au Russe Daniil Medvedev, il se rapproche d'une nouvelle finale en Grand Chelem lorsqu'il mène deux sets à zéro mais est renversé par le Russe (7-5, 6-3, 64-7, 65-7, 3-6).
Il revient mi-février à Los Cabos et accède en tant que tête de série numéro une en demi-finale après avoir sorti le Japonais Yoshihito Nishioka (6-3, 6-0) et l'Australien Thanasi Kokkinakis (6-3, 6-4) mais s'incline avant la finale contre un autre joueur de cette nationalité, Jordan Thompson (5-7, 6-4, 62-7), qui le bat pour la deuxième fois après le tournoi de Tokyo l'année précédente. Il subit une deuxième défaite consécutive à Acapulco contre son compatriote Daniel Altmaier (3-6, 6-3, 3-6) alors qu'il est aussi tête de série numéro une.
Alexander Zverev participe ensuite au Masters 1000 de Indian Wells en tant que tête de série no 6. Il se défait au deuxième tour de l'Australien Christopher O'Connell (6-4, 6-4). Il sort ensuite vainqueur face au Néerlandais Tallon Griekspoor en deux manches, dont la première remportée au tie-break (7-67, 6-3). Zverev affronte ensuite en huitièmes de finale la tête de série no 10, l'Australien Alex de Minaur. Après la perte du premier set (5-7), il remporte les deux autres manches (5-7, 6-2, 6-3). Opposé au no 2 mondial Carlos Alcaraz, il est finalement défait en deux manches (3-6, 1-6), après une interruption lors du début du premier set causée par un essaim d'abeilles qui a envahi le court central. Il continue de surfer sur sa bonne forme à Miami où il écarte sans perdre de sets le Canadien Félix Auger-Aliassime (6-2, 6-4), le local Christopher Eubanks (7-64, 6-3) et le Russe Karen Khachanov (6-1, 6-4) avant de battre la surprise Fábián Marozsán en quarts qui dispute pour la première fois de sa vie le tableau final du tournoi (6-3, 7-5) et tombeur d'Alex de Minaur et d'Holger Rune, deux membres du Top 10. Il a affaire en demi-finale (qu'il n'avait plus disputé ici-même depuis six ans) au Bulgare Grigor Dimitrov, tombeur du numéro deux mondial Carlos Alcaraz au tour précédent et malgré ses sept victoires sur son adversaire lors de leurs sept dernières confrontations, l'Allemand s'incline en trois manches serrées (4-6, 7-64, 4-6).
Comme l'année précédente, il s'incline dès les huitièmes de finale au Masters de Monte-Carlo. Après avoir battu l'Autrichien Sebastian Ofner (6-3, 6-4), il est éliminé de nouveau par le Grec Stéfanos Tsitsipás, ancien vainqueur du tournoi (5-7, 63-7) et qui gagnera son troisième Monte-Carlo quelques jours plus tard. Tête de série numéro une, il s'impose dans son pays natal, à Munich encore contre un Autrichien, Jurij Rodionov (7-63, 6-2) mais s'incline lors de son second match contre le Chilien Cristian Garín (4-6, 4-6). Au Masters de Madrid, il déçoit en étant éliminé comme l'année précédente dès les huitièmes de finale par l'Argentin Francisco Cerúndolo (3-6, 4-6) en deux manches. Il avait battu lors de ses deux premiers matchs le Croate Borna Ćorić (6-3, 6-2) et le Canadien Denis Shapovalov (6-4, 7-5). Il profite au Masters de Rome d'un tableau où les premières têtes de série se font éliminer pour atteindre les quarts de finale, écartant sur son passage l'Australien Aleksandar Vukic (6-0, 6-4), l'Italien Luciano Darderi (7-63, 6-2) et le Portugais Nuno Borges en huitièmes de finale (6-2, 7-5). Il sort l'Américain Taylor Fritz, demi-finaliste à Madrid en quarts de finale (6-4, 6-3), son adversaire le mieux classé du tournoi, treizième mondial puis renverse la surprise Alejandro Tabilo (1-6, 7-64, 6-2), tombeur du Serbe Novak Djokovic, numéro un mondial pour arriver jusqu'en finale et affronter un deuxième Chilien, Nicolás Jarry. Ce dernier dispute pour la première fois de sa carrière une finale en Masters 1000 et l'Allemand retrouve ce stade de la compétition pour la première fois depuis deux ans. Dans un match où il ne laisse que peu de points à son adversaire sur son service, il parvient à remporter son sixième Masters 1000, son premier depuis trois ans (6-4, 7-5), son deuxième à Rome et confirme sa place d'outsider à Roland-Garros. Dans le Grand Chelem parisien, il se retrouve opposé à Rafael Nadal dès le premier tour, du fait de son statut de tête de série, contrairement à son adversaire espagnol, classé au-delà de la 200e place car revenant cette après une année 2023 quasi-blanche à cause d'une blessure, pour un remake de leur dernier affrontement, déjà sur place deux ans avant, avec une fin tragique sur entorse à la cheville. Il bat cette fois un Nadal accrocheur, par moments retrouvé, mais globalement à court de rythme en trois sets (6-3, 7-65, 6-3) et devient le troisième joueur à battre l'Ibérique dans le grand chelem parisien, après Robin Söderling en 2009 et Novak Djokovic en 2015 et 2021. Il enchaîne avec d'autres victoires sur le vétéran David Goffin (7-64, 6-2, 6-2) et de précieux succès en cinq manches contre le Néerlandais Tallon Griekspoor (3-6, 6-4, 6-2, 4-6, 7-63) et le jeune Holger Rune (4-6, 6-1, 5-7, 7-62, 6-2), alors qu'il est mené deux manches à une. Il affronte et s'impose devant l'Australien Alex de Minaur qui joue son premier quart Porte d'Auteuil (6-4, 7-65, 6-4) pour rejoindre pour la quatrième année consécutive les demi-finale du Majeur parisien et comme l'année passée voit le Norvégien Casper Ruud, double finaliste, s'opposer à lui. Profitant d'un adversaire malade, il renverse la situation (2-6, 6-2, 6-4, 6-2) et joue ainsi sa deuxième finale en Grand Chelem, près de quatre ans après sa première à l'US Open. Jouant le jeune numéro trois mondial Carlos Alcaraz, il mène deux manches à une avant de s'effondrer (3-6, 6-2, 7-5, 1-6, 2-6), laissant l'Espagnol remporter son troisième Grand Chelem.
Il fait son retour à la compétition à Halle sur gazon et se débarrasse difficilement de son compatriote qualifié Oscar Otte (65-7, 6-3, 6-4) et du jeune Arthur Fils sur le même score ainsi que de l'Italien Lorenzo Sonego (6-4, 7-65). Il est sorti en demi-finale par le Polonais Hubert Hurkacz, neuvième mondial et ancien demi-finaliste à Wimbledon sur le score inverse (62-7, 4-6). Il écarte lors du tournoi de Wimbledon sans fioritures l'Espagnol Roberto Carballés Baena (6-2, 6-4, 6-2), l'Américain Marcos Giron (6-2, 6-1, 6-4) et le local Cameron Norrie, ancien demi-finaliste (6-4, 6-4, 7-615) sans perdre le moindre set pour rallier pour la troisième fois de sa carrière les huitièmes de finale. Il retrouve un autre Américain, Taylor Fritz et alors qu'il mène deux manches à zéro, il s'écroule (6-4, 7-64, 4-6, 63-7, 3-6), ne parvenant pas à casser son plafond de verre au Majeur londonien.
Il retourne fin juillet à Hambourg, tournoi dont il est tenant du titre et tête de série numéro un. Il fait honneur à son statut, écartant d'abord facilement le qualifié Jesper de Jong (6-2, 6-2) puis beaucoup plus difficilement le Français Hugo Gaston (4-6, 6-2, 7-5). Il ne cède aucune manche contre le Chinois Zhang Zhizhen (6-4, 6-3) et l'Espagnol Pedro Martínez, finaliste à Estoril (6-2, 6-4) pour retrouver le Français Arthur Fils en finale. Au terme d'un combat de haute volée, il cède son titre à son adversaire (3-6, 6-3, 61-7). Il remporte son premier match depuis cinq ans à l'Open du Canada en écrasant facilement l'Australien Jordan Thompson (6-1, 6-1) et enchaîne contre l'ancien numéro quatre Holger Rune (6-3, 7-65). Il ne profite pas d'un tableau ouvert et se voit surpris par Sebastian Korda, vainqueur quelques jours plus tôt à Washington (65-7, 6-1, 4-6) en quarts.
Il joue fin août Cincinnati et assume son statut de tête de série numéro trois en sortant le Russe Karen Khachanov (6-3, 6-2), l'Espagnol Pablo Carreño Busta, ancien vainqueur (7-5, 7-66) et renversant le jeune Ben Shelton, demi-finaliste l'année passée à l'US Open (3-6, 7-63, 7-5). Il ne tombe que contre le numéro un mondial Jannik Sinner, vainqueur de l'Open d'Australie en début d'année, au terme d'un très gros combat (69-7, 7-5, 64-7) et alors qu'il a obtenu deux balles de premier set. Il enchaîne avec l'US Open dont il est l'un des seconds couteaux. Il laisse un premier set en route lors de son entame contre son compatriote Maximilian Marterer, repêché (6-2, 65-7, 6-3, 6-2). Solide face au Français Alexandre Müller (6-4, 7-65, 6-1) qui vient de remporter son premier match à Fluhsing Meadows, il laisse entrevoir quelques failles aux débuts de ses matchs contre l'Argentin Tomás Martín Etcheverry au troisième tour (5-7, 7-5, 6-1, 6-3) et Brandon Nakashima (3-6, 6-1, 6-2, 6-2), deux joueurs jouant leur premiers troisième et huitième de finale dans le tournoi new-yorkais en carrière, mais s'impose néanmoins. Devenu l'un des favoris à la finale avec l'élimination de Carlos Alcaraz et Novak Djokovic, il retrouve en quart de finale le local Taylor Fritz, qui s'impose solidement (62-7, 6-3, 4-6, 63-7), l'éliminant d'un deuxième Majeur consécutif après Wimbledon. C'est également la première fois que le joueur Américain parvient en demi-finale d'un tournoi du Grand Chelem.
S'envolant à Shanghai début octobre, il est tête de série numéro deux et sort le qualifié Italien Mattia Bellucci (6-4, 6-2) puis le Néerlandais Tallon Griekspoor au cours d'un gros match (7-66, 2-6, 7-65). Il voit le Belge David Goffin, qui n'avait plus battu de joueur du Top 10 depuis deux ans lui barrer la route (4-6, 5-7) en huitièmes de finale. Il subit une nouvelle contre-performance à Vienne, où ancien vainqueur de tournoi, il sort victorieux de l'invité Joel Schwaerzler (6-2, 6-2) et de l'Américain Marcos Giron (6-2, 7-5) avant de sortir après être passé à deux points du match face à l'Italien Lorenzo Musetti, demi-finaliste à Wimbledon cette année-là (6-2, 65-7, 4-6). Il dispute son dernier Masters 1000 de la saison fin octobre à Paris Bercy, et sort d'abord Tallon Griekspoor pour la troisième fois de la saison en Masters 1000 (7-62, 6-3) avant de passer le jeune local Arthur Fils (6-4, 3-6, 6-3), vainqueur de Tokyo quelques semaines auparavant. Il livre de solides prestations en quarts de finale contre Stéfanos Tsitsipás (7-5, 6-4) et l'ancien vainqueur Holger Rune (6-3, 7-64), mettant fin à leurs espoirs de participation au Masters de fin d'année. Il rallie la finale, et s'impose facilement contre le local Ugo Humbert, qui joue sa première finale en Masters 1000 (6-2, 6-2). Ce titre, son septième en Masters 1000, le hisse de nouveau à la deuxième place mondiale.

### 2025.3efinale en Majeur à l'Open d'Australie, 1/4 de finale à Roland-Garros et demi-finale à Toronto et Cincinnati
Alexander Zverev commence l'année par l'Open d'Australie et y retrouve comme la saison passée les demi-finale à l'issue d'un parcours tranquille, dominant l'ancien demi-finaliste invité Lucas Pouille (6-4, 6-4, 6-4), l'Espagnol Pedro Martínez (6-1, 6-4, 6-1), le Britannique Jacob Fearnley (6-3, 6-4, 6-4) qui dispute pour la première fois le tournoi. En deuxième semaine, il lâche deux manches contre Ugo Humbert qu'il avait déjà dominé à Bercy en fin de saison dernière (6-1, 2-6, 6-3, 6-2) et l'Américain Tommy Paul, demi-finaliste à Melbourne il y a deux ans (7-61, 7-60, 2-6, 6-1). Sur sa route se dresse la légende Serbe Novak Djokovic, dix fois vainqueur du tournoi, mais après un premier set remporté au jeu décisif, l'Allemand profite de l'abandon de son adversaire (7-65, ab.) pour disputer sa troisième finale en Majeur, la première ici. Tête de série numéro deux, il rencontre le numéro un mondial Jannik Sinner, vainqueur la saison passée ici-même et à l'US Open de ses deux premiers Majeurs en carrière. Néanmoins, il échoue aux pieds du trophée comme lors de ses deux dernières tentatives de remporter un Grand Chelem, en trois manches (3-6, 64-7, 3-6), laissant le soin à l'Italien de confirmer sa domination sur le circuit.
Il part à Buenos Aires mi-février et fait figure de grandissime favori. Après une victoire sur l'ancien finaliste de Monte-Carlo Dušan Lajović (6-4, 6-4), il est renversé par le local Francisco Cerúndolo (6-3, 3-6, 2-6) qui bat son adversaire le mieux classé en carrière jusqu'à présent. Il ne fait pas beaucoup mieux à Rio, où après avoir battu le Chinois Bu Yunchaokete (7-64, 6-4) puis le Kazakh Alexander Shevchenko en deux tie-breaks, il est renversé en quarts de finale par un deuxième Argentin, Francisco Comesaña (6-4, 3-6, 4-6), qui gagne son premier match contre un Top 10 sur ocre. Il s'impose difficilement à Acapulco contre l'Italien Matteo Arnaldi (62-7, 6-3, 6-4) avant de voir le jeune qualifié Learner Tien le surprendre (3-6, 4-6). L'Allemand confirme sa mauvaise forme du moment en s'inclinant d'entrée en tant que tête de série numéro une, à la suite de la suspension de Jannik Sinner, à Indian Wells, signant contre Tallon Griekspoor (6-4, 65-7, 64-7), sa défaite la plus précoce dans un Masters 1000 depuis un an et demi et permettant au Néerlandais d'obtenir sa plus belle victoire en carrière. A Miami, il passe deux tours contre le qualifié Jacob Fearnley qui vient de remporter son premier match en Masters 1000 (6-2, 6-4) et face à l'Australien Jordan Thompson (7-5, 6-4) mais est carté dès les huitièmes de finale par le jeune Arthur Fils (6-3, 3-6, 4-6).
Il obtient son pire résultat à Monte-Carlo depuis neuf ans, toujours tête de série numéro une, en sortant d'entrée contre l'ancien sixième mondial Matteo Berrettini (6-2, 3-6, 5-7). Il se ressaisit à Munich, dans son pays natal, où il écarte d'abord sans difficulté le Français Alexandre Müller, finaliste à Rio (6-4, 6-1) et son compatriote Daniel Altmaier (6-3, 6-2) avant de lutter et prendre difficilement sa revanche sur Tallon Griekspoor (66-7, 7-63, 6-4). Il rejoint pour la troisième fois la finale du tournoi munichois après une victoire sur le Hongrois Fábián Marozsán (7-63, 6-3) et joue en finale la tête de série numéro deux, Ben Shelton. Sa victoire sur l'Américain (6-2, 6-4) lui permet de remporter son premier titre de la saison, devenant le joueur le plus titré de l'histoire du tournoi en compagnie de l'Américain Budge Patty, de l'Espagnol Manuel Orantes et de son compatriote Philipp Kohlschreiber. Il se rend fin avril à Madrid mais exactement comme l'année passée, il est sorti par l'Argentin Francisco Cerúndolo en huitièmes de finale (5-7, 3-6). Il avait eu du mal à se défaite du local Alejandro Davidovich Fokina au tour précédent (2-6, 7-63, 7-60) et écarté le vétéran Roberto Bautista-Agut (6-2, 6-2) au deuxième tour. Tenant du titre à Rome, il se montre impressionnant au début du tournoi, vainqueur de l'Argentin Camilo Ugo Carabelli (6-2, 6-1) et du jeune Lituanien qualifié Vilius Gaubas (6-4, 6-0), jouant tous les deux le tournoi romain pour la première fois. Il prend sa revanche contre le jeune Arthur Fils (7-63, 6-1), rejoignant son premier quart de finale en Masters 1000 cette année, mais tombe à ce stade contre le local Lorenzo Musetti (61-7, 4-6), finaliste à Monte-Carlo, demi-finaliste à Madrid et nouveau Top 10. Cette défaite fait retomber l'Allemand à la troisième place mondiale avant Roland Garros. Confirmant ses difficultés, il tombe dès le deuxième tour à Hambourg, alors qu'il était finaliste l'année passée, face au Français Alexandre Müller, qui remporte sa plus belle victoire en terme de classement (3-6, 6-4, 65-7) après avoir éliminé Aleksandar Kovacevic (6-1, 7-65).
À Roland-Garros, il atteint les quarts de finale pour la cinquième année de suite où il affronte Novak Djokovic qui le bat en quatre sets (6-4, 3-6, 2-6, 4-6). Il s'était hissé à ce niveau de la compétition à la faveur d'un tableau dégagé, écartant le jeune Learner Tien (6-3, 6-3, 6-4) et le Néerlandais Jesper de Jong (3-6, 6-1, 6-2, 6-3), ces deux derniers disputant leur premier Internationaux de France en carrière, l'Italien Flavio Cobolli, vainqueur de son plus beau titre juste avant le tournoi à Hambourg (6-2, 7-64, 6-1) et avait profité de l'abandon de Tallon Griekspoor qui l'avait mis en difficulté l'année passée (6-4, 3-0 ab.). Il dispute la semaine suivante sa première finale sur gazon depuis huit saisons à Stuttgart, vainqueur du fantasque Corentin Moutet (6-2, 7-67) et des Américains Brandon Nakashima (7-5, 6-4) et Ben Shelton en deux tie-breaks. Il perd néanmoins aux pieds du trophée contre un troisième Américain, Taylor Fritz, septième joueur mondial et finaliste la saison passée à l'US Open (3-6, 60-7). Il joue également les demi-finale du tournoi de Halle, facile contre Marcos Giron (6-2, 6-1) mais s'imposant avec plus de difficultés contre les Italiens Lorenzo Sonego (3-6, 6-4, 7-62) et Flavio Cobolli (6-4, 7-66), l'Allemand étant pris de vomissements lors de ce dernier match. Il est éliminé par Daniil Medvedev qu'il affronte pour la vingtième fois en carrière (63-7, 7-61, 4-6) à ca stade. Outsider à Wimbledon, il est éjecté en cinq sets du tournoi par le Français Arthur Rinderknech qui obtient sa plus belle victoire en carrière en terme de classement (63-7, 7-68, 3-6, 7-65, 4-6). C'est la première fois depuis six ans que l'Allemand perd d'entrée en Grand Chelem.  Figurant parmi les favoris de l'Open du Canada en l'absence des deux meilleurs joueurs Jannik Sinner et Carlos Alcaraz ainsi que de Jack Draper et Novak Djokovic, il commence en sortant Adam Walton (7-66, 6-4), l'Italien Matteo Arnaldi (65-7, 6-3, 6-2). Il profite ensuite de l'abandon de Francisco Cerúndolo (6-4, 1-0 ab.) avant d'éliminer le tenant du titre surprise Alexei Popyrin (68-7, 6-4, 6-3). Il rencontre en demi le Russe Karen Khachanov qui le sort au terme d'un duel serré (3-6, 6-4, 64-7), rejoignant sa première finale en Masters 1000 depuis sept ans. 
Il rallie une nouvelle fois les demi-finale à Cincinnati pour la troisième année consécutive sans perdre un seul set, se jouant des locaux Nishesh Basavareddy (6-3, 6-3) et Brandon Nakashima (6-4, 6-4), prenant sa revanche sur Karen Khachanov qui abandonne (7-5, 3-0 ab.) et ne laissant que quatre jeux au numéro six mondial Ben Shelton, vainqueur la semaine passée de son premier Masters 1000 à l'Open du Canada (6-2, 6-2). Il est néanmoins défait aux portes de la finale par le numéro deux mondial Carlos Alcaraz, vainqueur à Roland Garros et finaliste à Wimbledon (4-6, 3-6).

## Style de jeu
Alexander Zverev est un attaquant de fond de court qui pratique un jeu agressif construit autour d'un service puissant. Il possède une première balle aux alentours de 210 km/h et une seconde qui se voit souvent chronométrée à 190 km/h. Son revers à deux mains est souvent vu comme son point fort. Il monte assez peu souvent à la volée. Ce coup est souvent analysé comme son point faible. C'est un joueur qui aime jouer en cadence, il n'est pas adepte des échanges qui s'éternisent.

## Vie privée
Il a été en couple avec une femme du nom d'Olga Sharypova.
Son ex-petite amie, Brenda Patea, annonce quelques mois après leur séparation être enceinte en précisant qu'elle n’avait actuellement aucun contact avec Zverev et ne prévoyait pas une garde partagée de leur enfant. Le 11 mars 2021, Brenda Patea annonce la naissance de leur fille Mayla.
En 2022, il est en couple avec l'actrice allemande Sophia Thomalla.
En août 2022, il annonce officiellement être atteint de diabète de type 1 depuis son enfance. Il crée alors la Fondation Alexander Zverev, basée à Hambourg, sa ville natale, pour lutter contre la maladie et faire de la prévention.

## Controverses et affaire judiciaire

### Covid-19
En juin 2020, plusieurs joueurs ayant participé à l'Adria Tour étant positifs au Covid-19, Zverev annonce sur Twitter après avoir été testé négatif qu'il s'isolerait et resterait en quarantaine. Cependant, il est filmé une semaine plus tard dans un bar à Monaco, et critiqué pour ce fait, notamment  par Nick Kygrios et Dominic Thiem,.

### Disqualification de l'Abierto Mexicano Telcel en 2022
En 2022, après avoir perdu en double au premier tour du tournoi de Tennis du Mexique, Zverev frappe de plusieurs coups de raquette la chaise de l'arbitre, Alessandro Germani, avant de l'insulter et d'asséner un nouveau coup de raquette. L'ATP l'exclut du tournoi, le prive de ses gains en points pour le tournoi, lui administre des amendes de 40.000 puis de 25.000 dollars, et l'exclut du circuit pour 8 semaines, avec probation d'un an.

### Accusations de violences physiques et psychologiques

#### Olga Sharypova
En octobre 2020, le journaliste Ben Rothenberg publie un article dans le magazine Racquet rapportant le témoignage de Olga Sharypova, l'ex-compagne d'Alexander Zverev, qui l'accuse de violences physiques et psychologiques. Olga Sharypova dit sur Instagram « On a essayé de m’étrangler avec un oreiller, de me cogner la tête contre le mur et de me tordre les bras » . En octobre 2021, l'ATP annonce ouvrir une enquête interne, clôturée faute de preuves suffisantes en janvier 2023. Alexander Zverev nie le bien-fondé de ces accusations.

#### Affaire judiciaire contre Brenda Patea
En juillet 2023, le parquet de Berlin demande une ordonnance pénale contre Alexander Zverev pour des violences contre Brenda Patea,. Le 31 octobre 2023, il lui est demandé de verser 450 000 € d'amende pour violences conjugales à Brenda Patea, la mère de son enfant. Il fait opposition à l'ordonnance. Il est jugé en appel de mai à juillet 2024. Au troisième jour d'audience de cette affaire devant un tribunal de Berlin, le procès est abandonné après que son ex-compagne et lui « sont arrivés à la conclusion qu'ils souhaitaient résoudre pacifiquement ce conflit, également dans l'intérêt de leur enfant commun », a expliqué une porte-parole du tribunal Inga Wahlen. Il lui est additionellement sommé par le tribunal de Berlin de verser 200.000 euros à Brenda Patea, 50.000 euros à des oeuvres caritatives et 50.000 euros au Trésor public. Au regard du droit allemand, il n'en demeure pas moins  présumé innocent des faits allégués.

## Palmarès

### Titres en simple messieurs
| 24 titres en simple | 0 G. Chelem | 0 G. Chelem | 0 G. Chelem | 0 G. Chelem | 2 Masters  | 2 Masters  | 2 Masters   | 2 Masters   | 7 Masters 1000 | 7 Masters 1000 | 7 Masters 1000 | 7 Masters 1000 | 6 ATP 500          | 6 ATP 500          | 6 ATP 500          | 6 ATP 500          | 8 ATP 250          | 8 ATP 250          | 8 ATP 250      | 8 ATP 250      | 1 JO           | 1 JO           | 1 JO           | 1 JO           |
| 24 titres en simple | 15 sur dur  | 15 sur dur  | 15 sur dur  | 15 sur dur  | 15 sur dur | 15 sur dur | 0 sur gazon | 0 sur gazon | 0 sur gazon    | 0 sur gazon    | 0 sur gazon    | 0 sur gazon    | 9 sur terre battue | 9 sur terre battue | 9 sur terre battue | 9 sur terre battue | 9 sur terre battue | 9 sur terre battue | 0 sur moquette | 0 sur moquette | 0 sur moquette | 0 sur moquette | 0 sur moquette | 0 sur moquette |

| No | Date       | Nom et lieu du tournoi                                | Catégorie     | Dotation    | Surface      | Finaliste             | Score           |          |
| -- | ---------- | ----------------------------------------------------- | ------------- | ----------- | ------------ | --------------------- | --------------- | -------- |
| 1  | 19-09-2016 | St. Petersburg Open, Saint-Pétersbourg                | ATP 250       | 923 550 $   | Dur (int.)   | Stanislas Wawrinka    | 6-2, 3-6, 7-5   | Parcours |
| 2  | 06-02-2017 | Open Sud de France, Montpellier                       | ATP 250       | 482 060 €   | Dur (int.)   | Richard Gasquet       | 7-64, 6-3       | Parcours |
| 3  | 01-05-2017 | BMW Open by FWU, Munich                               | ATP 250       | 482 060 €   | Terre (ext.) | Guido Pella           | 6-4, 6-3        | Parcours |
| 4  | 14-05-2017 | Internazionali BNL d'Italia, Rome                     | Masters 1000  | 4 273 775 € | Terre (ext.) | Novak Djokovic        | 6-4, 6-3        | Parcours |
| 5  | 31-07-2017 | Citi Open, Washington                                 | ATP 500       | 1 750 080 $ | Dur (ext.)   | Kevin Anderson        | 6-4, 6-4        | Parcours |
| 6  | 07-08-2017 | Coupe Rogers présentée par Banque Nationale, Montréal | Masters 1000  | 4 662 300 $ | Dur (ext.)   | Roger Federer         | 6-3, 6-4        | Parcours |
| 7  | 30-04-2018 | BMW Open by FWU, Munich                               | ATP 250       | 501 345 €   | Terre (ext.) | Philipp Kohlschreiber | 6-3, 6-3        | Parcours |
| 8  | 06-05-2018 | Mutua Madrid Open, Madrid                             | Masters 1000  | 6 200 860 € | Terre (ext.) | Dominic Thiem         | 6-4, 6-4        | Parcours |
| 9  | 30-07-2018 | Citi Open, Washington                                 | ATP 500       | 1 890 165 $ | Dur (ext.)   | Alex de Minaur        | 6-2, 6-4        | Parcours |
| 10 | 18-11-2018 | Nitto ATP Finals, Londres                             | Masters       | 8 500 000 $ | Dur (int.)   | Novak Djokovic        | 6-4, 6-3        | Parcours |
| 11 | 20-05-2019 | Banque Eric Sturdza Geneva Open, Genève               | ATP 250       | 524 340 €   | Terre (ext.) | Nicolás Jarry         | 6-3, 3-6, 7-68  | Parcours |
| 12 | 12-10-2020 | bett1HULKS Indoors, Cologne                           | ATP 250       | 271 345 €   | Dur (int.)   | Félix Auger-Aliassime | 6-3, 6-3        | Parcours |
| 13 | 19-10-2020 | bett1HULKS Championships, Cologne                     | ATP 250       | 271 345 €   | Dur (int.)   | Diego Schwartzman     | 6-2, 6-1        | Parcours |
| 14 | 15-03-2021 | Abierto Mexicano Telcel por HSBC, Acapulco            | ATP 500       | 1 053 910 $ | Dur (ext.)   | Stéfanos Tsitsipás    | 6-4, 7-64       | Parcours |
| 15 | 02-05-2021 | Mutua Madrid Open, Madrid                             | Masters 1000  | 2 614 465 € | Terre (ext.) | Matteo Berrettini     | 68-7, 6-4, 6-3  | Parcours |
| 16 | 24-07-2021 | Summer Olympic Tennis Event, Tokyo                    | J. olympiques | NC $        | Dur (ext.)   | Karen Khachanov       | 6-3, 6-1        | Parcours |
| 17 | 15-08-2021 | Western & Southern Open, Cincinnati                   | Masters 1000  | 4 845 025 $ | Dur (ext.)   | Andrey Rublev         | 6-2, 6-3        | Parcours |
| 18 | 25-10-2021 | Erste Bank Open, Vienne                               | ATP 500       | 1 837 190 € | Dur (int.)   | Frances Tiafoe        | 7-5, 6-4        | Parcours |
| 19 | 14-11-2021 | Nitto ATP Finals, Turin                               | Masters       | 7 250 000 $ | Dur (int.)   | Daniil Medvedev       | 6-4, 6-4        | Parcours |
| 20 | 24-07-2023 | Hamburg European Open, Hambourg                       | ATP 500       | 1 831 515 € | Terre (ext.) | Laslo Djere           | 7-5, 6-3        | Parcours |
| 21 | 20-09-2023 | Chengdu Open, Chengdu                                 | ATP 250       | 1 152 805 $ | Dur (ext.)   | Roman Safiullin       | 62-7, 7-65, 6-3 | Parcours |
| 22 | 08-05-2024 | Internazionali BNL d'Italia, Rome                     | Masters 1000  | 7 877 020 € | Terre (ext.) | Nicolás Jarry         | 6-4, 7-5        | Parcours |
| 23 | 28-10-2024 | Rolex Paris Masters, Paris                            | Masters 1000  | 5 950 575 € | Dur (int.)   | Ugo Humbert           | 6-2, 6-2        | Parcours |
| 24 | 14-04-2025 | BMW Open, Munich                                      | ATP 500       | 2 500 000 € | Terre (ext.) | Ben Shelton           | 6-2, 6-4        | Parcours |

### Finales en simple messieurs
| No | Date       | Nom et lieu du tournoi                     | Catégorie    | Dotation       | Surface      | Vainqueur        | Score                    |          |
| -- | ---------- | ------------------------------------------ | ------------ | -------------- | ------------ | ---------------- | ------------------------ | -------- |
| 1  | 15-05-2016 | Open de Nice Côte d'Azur, Nice             | ATP 250      | 463 520 €      | Terre (ext.) | Dominic Thiem    | 6-4, 3-6, 6-0            | Parcours |
| 2  | 13-06-2016 | Gerry Weber Open, Halle                    | ATP 500      | 1 700 610 €    | Gazon (ext.) | Florian Mayer    | 6-2, 5-7, 6-3            | Parcours |
| 3  | 19-06-2017 | Gerry Weber Open, Halle                    | ATP 500      | 1 836 660 €    | Gazon (ext.) | Roger Federer    | 6-1, 6-3                 | Parcours |
| 4  | 21-03-2018 | Miami Open presented by Itaú, Miami        | Masters 1000 | 7 972 535 $    | Dur (ext.)   | John Isner       | 64-7, 6-4, 6-4           | Parcours |
| 5  | 13-05-2018 | Internazionali BNL d'Italia, Rome          | Masters 1000 | 4 872 105 €    | Terre (ext.) | Rafael Nadal     | 6-1, 1-6, 6-3            | Parcours |
| 6  | 25-02-2019 | Abierto Mexicano Telcel por HSBC, Acapulco | ATP 500      | 1 780 060 $    | Dur (ext.)   | Nick Kyrgios     | 6-3, 6-4                 | Parcours |
| 7  | 07-10-2019 | Rolex Shanghai Masters, Shanghai           | Masters 1000 | 7 473 620 $    | Dur (ext.)   | Daniil Medvedev  | 6-4, 6-1                 | Parcours |
| 8  | 31-08-2020 | US Open, Flushing Meadows                  | G. Chelem    | 21 656 000 $   | Dur (ext.)   | Dominic Thiem    | 2-6, 4-6, 6-4, 6-3, 7-66 | Parcours |
| 9  | 02-11-2020 | Rolex Paris Masters, Paris                 | Masters 1000 | 3 343 725 €    | Dur (int.)   | Daniil Medvedev  | 5-7, 6-4, 6-1            | Parcours |
| 10 | 31-01-2022 | Open Sud de France, Montpellier            | ATP 250      | 427 645 €      | Dur (int.)   | Alexander Bublik | 6-4, 6-3                 | Parcours |
| 11 | 01-05-2022 | Mutua Madrid Open, Madrid                  | Masters 1000 | 6 744 165 €    | Terre (ext.) | Carlos Alcaraz   | 6-3, 6-1                 | Parcours |
| 12 | 26-05-2024 | Roland-Garros, Paris                       | G. Chelem    | 53 478 000 €   | Terre (ext.) | Carlos Alcaraz   | 6-3, 2-6, 5-7, 6-1, 6-2  | Parcours |
| 13 | 15-07-2024 | Hamburg Open, Hambourg                     | ATP 500      | 1 891 995 €    | Terre (ext.) | Arthur Fils      | 6-3, 3-6, 7-61           | Parcours |
| 14 | 12-01-2025 | Australian Open, Melbourne                 | G. Chelem    | 43 250 000 AU$ | Dur (ext.)   | Jannik Sinner    | 6-3, 7-64, 6-3           | Parcours |
| 15 | 09-06-2025 | BOSS Open, Stuttgart                       | ATP 250      | 751 630 €      | Gazon (ext.) | Taylor Fritz     | 6-3, 7-60                | Parcours |

### Titres en double messieurs
| No | Date       | Nom et lieu du tournoi                    | Catégorie | Dotation    | Surface    | Partenaire    | Finalistes                   | Score             |          |
| -- | ---------- | ----------------------------------------- | --------- | ----------- | ---------- | ------------- | ---------------------------- | ----------------- | -------- |
| 1  | 06-02-2017 | Open Sud de France Montpellier            | ATP 250   | 482 060 €   | Dur (int.) | Mischa Zverev | Fabrice Martin Daniel Nestor | 6-4, 63-7, [10-7] | Parcours |
| 2  | 25-02-2019 | Abierto Mexicano Telcel por HSBC Acapulco | ATP 500   | 1 780 060 $ | Dur (ext.) | Mischa Zverev | Austin Krajicek Artem Sitak  | 2-6, 7-64, [10-5] | Parcours |

### Finales en double messieurs
| No | Date       | Nom et lieu du tournoi                | Catégorie    | Dotation    | Surface      | Vainqueurs                   | Partenaire    | Score            |          |
| -- | ---------- | ------------------------------------- | ------------ | ----------- | ------------ | ---------------------------- | ------------- | ---------------- | -------- |
| 1  | 27-04-2015 | BMW Open by FWU AG Munich             | ATP 250      | 439 405 €   | Terre (ext.) | Alexander Peya Bruno Soares  | Mischa Zverev | 4-6, 6-1, [10-5] | Parcours |
| 2  | 01-02-2016 | Open Sud de France Montpellier        | ATP 250      | 463 520 €   | Dur (int.)   | Mate Pavić Michael Venus     | Mischa Zverev | 7-5, 7-64        | Parcours |
| 3  | 19-06-2017 | Gerry Weber Open Halle                | ATP 500      | 1 836 660 € | Gazon (ext.) | Łukasz Kubot Marcelo Melo    | Mischa Zverev | 5-7, 6-3, [10-8] | Parcours |
| 4  | 18-06-2018 | Gerry Weber Open Halle                | ATP 500      | 1 983 595 € | Gazon (ext.) | Łukasz Kubot Marcelo Melo    | Mischa Zverev | 7-61, 6-4        | Parcours |
| 5  | 22-10-2018 | Swiss Indoors Basel Bâle              | ATP 500      | 1 984 420 € | Dur (int.)   | Dominic Inglot Franko Škugor | Mischa Zverev | 6-2, 7-5         | Parcours |
| 6  | 07-04-2024 | Monte-Carlo Rolex Masters Monte-Carlo | Masters 1000 | 5 950 575 € | Terre (ext.) | Sander Gillé Joran Vliegen   | Marcelo Melo  | 5-7, 6-3, [10-5] | Parcours |

### Finales en double mixte
| No | Date       | Nom et lieu du tournoi           | Catégorie                  | Dotation      | Surface    | Vainqueurs                   | Partenaire       | Score        |          |
| -- | ---------- | -------------------------------- | -------------------------- | ------------- | ---------- | ---------------------------- | ---------------- | ------------ | -------- |
| 1  | 30-12-2017 | MasterCard Hopman Cup XXX Perth  | Compétition par équipe ITF | 1 000 000 AU$ | Dur (int.) | Belinda Bencic Roger Federer | Angelique Kerber | 2 matchs à 1 | Parcours |
| 2  | 29-12-2018 | MasterCard Hopman Cup XXXI Perth | Compétition par équipe ITF | 1 000 000 AU$ | Dur (int.) | Belinda Bencic Roger Federer | Angelique Kerber | 2 matchs à 1 | Parcours |

## Parcours dans les tournois duGrand Chelem

### Finales (3)
| Année | Tournoi          | Adversaire en finale | Score                    |
| 2020  | US Open          | Dominic Thiem        | 6-2, 6-4, 4-6, 3-6, 66-7 |
| 2024  | Roland-Garros    | Carlos Alcaraz       | 3-6, 6-2, 7-5, 1-6, 2-6  |
| 2025  | Open d'Australie | Jannik Sinner        | 3-6, 64-7, 3-6           |

### En simple
| Année | Open d'Australie | Open d'Australie | Internationaux de France | Internationaux de France | Wimbledon       | Wimbledon          | US Open         | US Open           |
| ----- | ---------------- | ---------------- | ------------------------ | ------------------------ | --------------- | ------------------ | --------------- | ----------------- |
| 2015  | —                | —                | —                        | —                        | 2e tour (1/32)  | Denis Kudla        | 1er tour (1/64) | P. Kohlschreiber  |
| 2016  | 1er tour (1/64)  | Andy Murray      | 3e tour (1/16)           | Dominic Thiem            | 3e tour (1/16)  | Tomáš Berdych      | 2e tour (1/32)  | Daniel Evans      |
| 2017  | 3e tour (1/16)   | Rafael Nadal     | 1er tour (1/64)          | F. Verdasco              | 1/8 de finale   | Milos Raonic       | 2e tour (1/32)  | Borna Ćorić       |
| 2018  | 3e tour (1/16)   | Chung Hyeon      | 1/4 de finale            | Dominic Thiem            | 3e tour (1/16)  | Ernests Gulbis     | 3e tour (1/16)  | P. Kohlschreiber  |
| 2019  | 1/8 de finale    | Milos Raonic     | 1/4 de finale            | Novak Djokovic           | 1er tour (1/64) | Jiří Veselý        | 1/8 de finale   | Diego Schwartzman |
| 2020  | 1/2 finale       | Dominic Thiem    | 1/8 de finale            | Jannik Sinner            | Annulé          | Annulé             | Finale          | Dominic Thiem     |
| 2021  | 1/4 de finale    | Novak Djokovic   | 1/2 finale               | Stéfanos Tsitsipás       | 1/8 de finale   | F. Auger-Aliassime | 1/2 finale      | Novak Djokovic    |
| 2022  | 1/8 de finale    | Denis Shapovalov | 1/2 finale               | Rafael Nadal             | —               | —                  | —               | —                 |
| 2023  | 2e tour (1/32)   | Michael Mmoh     | 1/2 finale               | Casper Ruud              | 3e tour (1/16)  | Matteo Berrettini  | 1/4 de finale   | Carlos Alcaraz    |
| 2024  | 1/2 finale       | Daniil Medvedev  | Finale                   | Carlos Alcaraz           | 1/8 de finale   | Taylor Fritz       | 1/4 de finale   | Taylor Fritz      |
| 2025  | Finale           | Jannik Sinner    | 1/4 de finale            | Novak Djokovic           | 1er tour (1/64) | Arthur Rinderknech |                 |                   |

N.B. : à droite du résultat se trouve le nom de l'ultime adversaire.

### En double messieurs
| Année | Open d'Australie | Open d'Australie | Internationaux de France                                                                     | Internationaux de France | Wimbledon | Wimbledon | US Open | US Open |
| ----- | ---------------- | ---------------- | -------------------------------------------------------------------------------------------- | ------------------------ | --------- | --------- | ------- | ------- |
| 2016  | —                | —                | 1er tour (1/32) Nick Kyrgios \|\| style="text-align:left;" \| P. Carreño-Busta David Marrero | —                        | —         | —         | —       |         |

N.B. : le nom du partenaire se trouve sous le résultat ; les noms des ultimes adversaires se trouvent à droite.

## Parcours auMasters
| Année | Lieu    | Résultat    | Tour                  | Adversaires                                                                     | Victoire / Défaite                | Scores                                                         |
| ----- | ------- | ----------- | --------------------- | ------------------------------------------------------------------------------- | --------------------------------- | -------------------------------------------------------------- |
| 2017  | Londres | Round Robin | RR RR RR              | Marin Čilić Roger Federer Jack Sock                                             | Victoire Défaite Défaite          | 6-4, 3-6, 6-4 6-7, 7-5, 1-6 4-6, 6-1, 4-6                      |
| 2018  | Londres | Vainqueur   | RR Demi-finale Finale | Marin Čilić Novak Djokovic John Isner Roger Federer Novak Djokovic              | Victoire Défaite Victoire         | 7-65, 7-61 4-6, 1-6 7-65, 6-3 7-5, 7-65 6-4, 6-3               |
| 2019  | Londres | Demi-finale | RR Demi-finale        | Rafael Nadal Stéfanos Tsitsipás Daniil Medvedev Dominic Thiem                   | Victoire Défaite Victoire Défaite | 6-2, 6-4 3-6, 2-6 6-4, 7-64 5-7, 3-6                           |
| 2020  | Londres | Round Robin | RR                    | Daniil Medvedev Diego Schwartzman Novak Djokovic                                | Défaite Victoire Défaite          | 3-6, 4-6 6-3, 4-6, 6-3 3-6, 64-7                               |
| 2021  | Turin   | Vainqueur   | RR Demi-finale Finale | Matteo Berrettini Daniil Medvedev Hubert Hurkacz Novak Djokovic Daniil Medvedev | Victoire Défaite Victoire         | 7-67, 1-0 ab. 3-6, 7-63, 66-7 6-2, 6-4 7-64, 4-6, 6-3 6-4, 6-4 |
| 2023  | Turin   | Round Robin | RR                    | Carlos Alcaraz Daniil Medvedev Andrey Rublev                                    | Victoire Défaite Victoire         | 63-7, 6-3, 6-4 67-7, 4-6 6-4, 6-4                              |
| 2024  | Turin   | Demi-Finale | RR Demi-finale        | Andrey Rublev Casper Ruud Carlos Alcaraz Taylor Fritz                           | Victoire Défaite                  | 6-4, 6-4 7-63, 6-3 7-65, 6-4 3-6, 6-3, 63-7                    |

## Parcours dans lesMasters 1000
| Année | Indian Wells              | Miami                    | Monte-Carlo                | Madrid                     | Rome                      | Canada                     | Cincinnati             | Shanghai                      | Paris                       |
| ----- | ------------------------- | ------------------------ | -------------------------- | -------------------------- | ------------------------- | -------------------------- | ---------------------- | ----------------------------- | --------------------------- |
| 2015  | —                         | 2e tour L. Rosol         | —                          | —                          | —                         | —                          | 1er tour B. Ćorić      | —                             | —                           |
| 2016  | 1/8 de finale R. Nadal    | 2e tour S. Johnson       | 2e tour M. Granollers      | —                          | 2e tour R. Federer        | 1er tour Lu Yen-hsun       | 1er tour Y. Sugita     | 1/8 de finale J.-W. Tsonga    | —                           |
| 2017  | 3e tour N. Kyrgios        | 1/4 de finale N. Kyrgios | 1/8 de finale R. Nadal     | 1/4 de finale P. Cuevas    | Victoire N. Djokovic      | Victoire R. Federer        | 2e tour F. Tiafoe      | 1/8 de finale J. M. del Potro | 2e tour R. Haase            |
| 2018  | 2e tour J. Sousa          | Finale J. Isner          | 1/2 finale K. Nishikori    | Victoire D. Thiem          | Finale R. Nadal           | 1/4 de finale S. Tsitsipás | 2e tour R. Haase       | 1/2 finale N. Djokovic        | 1/4 de finale K. Khachanov  |
| 2019  | 3e tour J.-L. Struff      | 2e tour D. Ferrer        | 1/8 de finale F. Fognini   | 1/4 de finale S. Tsitsipás | 2e tour M. Berrettini     | 1/4 de finale K. Khachanov | 2e tour M. Kecmanović  | Finale D. Medvedev            | 1/8 de finale D. Shapovalov |
| 2020  | n.o.                      | n.o.                     | n.o.                       | n.o.                       | —                         | n.o.                       | 2e tour A. Murray      | n.o.                          | Finale D. Medvedev          |
| 2021  | 1/4 de finale T. Fritz    | 2e tour E. Ruusuvuori    | 1/8 de finale D. Goffin    | Victoire M. Berrettini     | 1/4 de finale R. Nadal    | —                          | Victoire A. Rublev     | n.o.                          | 1/2 finale D. Medvedev      |
| 2022  | 2e tour T. Paul           | 1/4 de finale C. Ruud    | 1/2 finale S. Tsitsipás    | Finale C. Alcaraz          | 1/2 finale S. Tsitsipás   | —                          | —                      | n.o.                          | —                           |
| 2023  | 1/8 de finale D. Medvedev | 2e tour T. Daniel        | 1/8 de finale D. Medvedev  | 1/8 de finale C. Alcaraz   | 1/8 de finale D. Medvedev | 2e tour A. Davidovich      | 1/2 finale N. Djokovic | 2e tour R. Safiullin          | 1/8 de finale S. Tsitsipás  |
| 2024  | 1/4 de finale C. Alcaraz  | 1/2 finale G. Dimitrov   | 1/8 de finale S. Tsitsipás | 1/8 de finale F. Cerúndolo | Victoire N. Jarry         | 1/4 de finale S. Korda     | 1/2 finale J. Sinner   | 1/8 de finale D. Goffin       | Victoire U. Humbert         |
| 2025  | 2e tour T. Griekspoor     | 1/8 de finale A. Fils    | 2e tour M. Berrettini      | 1/8 de finale F. Cerúndolo | 1/4 de finale L. Musetti  | 1/2 finale K. Khachanov    | 1/2 finale C. Alcaraz  |                               |                             |

N.B. : sous le résultat se trouve le nom de l’ultime adversaire.

## Parcours auxJeux olympiques

### En simple messieurs
| # | Date       | Nom de l'olympiade         | Surface             | Résultat      | Ultime adversaire | Score    |          |
| - | ---------- | -------------------------- | ------------------- | ------------- | ----------------- | -------- | -------- |
| 1 | 24/07/2021 | Olympic Tennis Event Tokyo | Dur (ext.)          | Or            | Karen Khachanov   | 6-3, 6-1 | Parcours |
| 2 | 27/07/2024 | Olympic Tennis Event Paris | Terre battue (ext.) | 1/4 de finale | Lorenzo Musetti   | 7-5, 7-5 | Parcours |

### En double messieurs
| # | Date       | Nom de l'olympiade         | Surface    | Résultat      | Partenaire         | Ultimes adversaires             | Score     |          |
| - | ---------- | -------------------------- | ---------- | ------------- | ------------------ | ------------------------------- | --------- | -------- |
| 1 | 24/07/2021 | Olympic Tennis Event Tokyo | Dur (ext.) | 1/4 de finale | Jan-Lennard Struff | Austin Krajicek Tennys Sandgren | 6-3, 7-64 | Parcours |

### En double mixte
| # | Date       | Nom de l'olympiade         | Surface             | Résultat       | Partenaire      | Ultimes adversaires             | Score    |          |
| - | ---------- | -------------------------- | ------------------- | -------------- | --------------- | ------------------------------- | -------- | -------- |
| 1 | 27/07/2024 | Olympic Tennis Event Paris | Terre battue (ext.) | 1er tour (1/8) | Laura Siegemund | Kateřina Siniaková Tomáš Macháč | 6-4, 7-5 | Parcours |

## Parcours enCoupe Davis
| #                                                                 | Date          | Lieu           | Surface             | Gagnant(s)                     | Perdant(s)                     | Score                     |          |
|                                                                   |               |                |                     |                                |                                |                           |          |
| 2016 - 1er tour (groupe mondial) - Allemagne - Tchéquie 2 : 3     |               |                |                     |                                |                                |                           |          |
| 1                                                                 | 04-06/03/2016 | Hanovre        | Dur (int.)          | Tomáš Berdych                  | Alexander Zverev               | 7-66, 1-6, 4-6, 7-65, 6-4 | Parcours |
| 1                                                                 | 04-06/03/2016 | Hanovre        | Dur (int.)          | Lukáš Rosol                    | Alexander Zverev               | 6-2, 6-3, 6-1             | Parcours |
|                                                                   |               |                |                     |                                |                                |                           |          |
| 2017 - 1er tour (groupe mondial) - Allemagne - Belgique 1 : 4     |               |                |                     |                                |                                |                           |          |
| 2                                                                 | 03-05/02/2017 | Francfort      | Dur (int.)          | Alexander Zverev               | Arthur De Greef                | 6-3, 6-3, 6-4             | Parcours |
| 2                                                                 | 03-05/02/2017 | Francfort      | Dur (int.)          | Ruben Bemelmans Joris De Loore | Alexander Zverev Mischa Zverev | 6-3, 7-64, 4-6, 4-6, 6-3  | Parcours |
| 2                                                                 | 03-05/02/2017 | Francfort      | Dur (int.)          | Steve Darcis                   | Alexander Zverev               | 2-6, 6-4, 6-4, 7-68       | Parcours |
|                                                                   |               |                |                     |                                |                                |                           |          |
| 2018 - 1er tour (groupe mondial) - Australie - Allemagne 1 : 3    |               |                |                     |                                |                                |                           |          |
| 3                                                                 | 02-04/02/2018 | Brisbane       | Dur (ext.)          | Alexander Zverev               | Alex de Minaur                 | 7-5, 4-6, 4-6, 6-3, 7-64  | Parcours |
| 3                                                                 | 02-04/02/2018 | Brisbane       | Dur (ext.)          | Alexander Zverev               | Nick Kyrgios                   | 6-2, 7-63, 6-2            | Parcours |
|                                                                   |               |                |                     |                                |                                |                           |          |
| 2018 - 1/4 de finale (groupe mondial) - Espagne - Allemagne 3 : 2 |               |                |                     |                                |                                |                           |          |
| 4                                                                 | 06-08/04/2018 | Valence        | Terre battue (ext.) | Alexander Zverev               | David Ferrer                   | 6-4, 6-2, 6-2             | Parcours |
| 4                                                                 | 06-08/04/2018 | Valence        | Terre battue (ext.) | Rafael Nadal                   | Alexander Zverev               | 6-1, 6-4, 6-4             | Parcours |
|                                                                   |               |                |                     |                                |                                |                           |          |
| 2019 - 1er tour (groupe mondial) - Allemagne - Hongrie 5 : 0      |               |                |                     |                                |                                |                           |          |
| 5                                                                 | 01-02/02/2019 | Francfort      | Dur (int.)          | Alexander Zverev               | Péter Nagy                     | 6-2, 6-2                  | Parcours |
| 5                                                                 | 01-02/02/2019 | Francfort      | Dur (int.)          | Alexander Zverev               | Gábor Borsos                   | 6-3, 6-4                  | Parcours |
|                                                                   |               |                |                     |                                |                                |                           |          |
| 2022 - 1er tour (groupe mondial) - Brésil - Allemagne 1 : 3       |               |                |                     |                                |                                |                           |          |
| 6                                                                 | 04-05/03/2022 | Rio de Janeiro | Terre battue (ext.) | Alexander Zverev               | Thiago Seyboth Wild            | 6-4, 6-2                  | Parcours |
| 6                                                                 | 04-05/03/2022 | Rio de Janeiro | Terre battue (ext.) | Alexander Zverev               | Thiago Monteiro                | 6-1, 7-5                  | Parcours |
|                                                                   |               |                |                     |                                |                                |                           |          |
| 2023 - 1er tour (groupe mondial) - Allemagne - Suisse 2 : 3       |               |                |                     |                                |                                |                           |          |
| 7                                                                 | 03-04/02/2023 | Trèves         | Dur (int.)          | Alexander Zverev               | Stanislas Wawrinka             | 6-4, 6-1                  | Parcours |
| 7                                                                 | 03-04/02/2023 | Trèves         | Dur (int.)          | Marc-Andrea Hüsler             | Alexander Zverev               | 6-2, 7-64                 | Parcours |

Son bilan en Coupe Davis est le suivant :
| Simple                   | Double                   |
| ------------------------ | ------------------------ |
| Victoire(s) - Défaite(s) | Victoire(s) - Défaite(s) |
| 9 - 5                    | 0 - 1                    |

Source : (en) Alexander Zverev - Win / Loss. sur le site de la Coupe Davis

## Confrontations avec ses principaux adversaires
Confrontations lors des différents tournois ATP et en Coupe Davis avec ses principaux adversaires (7 confrontations minimum et avoir été membre du top 10). Classement par pourcentage de victoires. Situation au 7 août 2025 :
Les joueurs retraités sont en gris.
| Joueur                | Meilleur classement | Confrontations | Victoires | Défaites | Pourcentage de victoires | Dernière confrontation                                 |
| --------------------- | ------------------- | -------------- | --------- | -------- | ------------------------ | ------------------------------------------------------ |
| Dominic Thiem         | 3                   | 12             | 4         | 8        | 33,3                     | victoire (6-3, 6-4) au tournoi de Halle 2023           |
| Daniil Medvedev       | 1                   | 20             | 7         | 13       | 35                       | défaite (63-7, 7-61, 4-6) au tournoi de Halle 2025     |
| Novak Djokovic        | 1                   | 14             | 5         | 9        | 35,7                     | défaite (6-4, 3-6, 2-6, 4-6) à Roland-Garros 2025      |
| Rafael Nadal          | 1                   | 11             | 4         | 7        | 36,4                     | victoire (6-3, 7-65, 6-3) à Roland-Garros 2024         |
| Stéfanos Tsitsipás    | 3                   | 16             | 6         | 10       | 37,5                     | victoire (7-5, 6-4) au Masters de Paris-Bercy 2024     |
| Taylor Fritz          | 4                   | 13             | 5         | 8        | 38,5                     | défaite (3-6, 60-7) au tournoi de Stuttgart 2025       |
| Carlos Alcaraz        | 1                   | 12             | 6         | 6        | 50                       | défaite (4-6, 3-6) au Masters de Cincinnati 2025       |
| Matteo Berrettini     | 6                   | 7              | 4         | 3        | 57,1                     | défaite (6-2, 3-6, 5-7) au Masters de Monte-Carlo 2025 |
| Roger Federer         | 1                   | 7              | 4         | 3        | 57,1                     | victoire (6-3, 67-7, 6-3) au Masters de Shanghai 2019  |
| David Goffin          | 7                   | 7              | 4         | 3        | 57,1                     | défaite (4-6, 5-7) au Masters de Shanghai 2024         |
| Jannik Sinner         | 1                   | 7              | 4         | 3        | 57,1                     | défaite (3-6, 64-7, 3-6) à l'Open d'Australie 2025     |
| David Ferrer          | 3                   | 8              | 5         | 3        | 62,5                     | victoire (6-4, 6-1) au Masters de Madrid 2019          |
| Karen Khachanov       | 8                   | 8              | 5         | 3        | 62,5                     | défaite (3-6, 6-4, 64-7) au Masters du Canada 2025     |
| Denis Shapovalov      | 10                  | 9              | 6         | 3        | 66,7                     | victoire (6-4, 7-5) au Masters de Madrid 2024          |
| Andrey Rublev         | 5                   | 10             | 7         | 3        | 70                       | victoire (6-4, 6-4) au Masters 2024                    |
| Roberto Bautista-Agut | 9                   | 7              | 5         | 2        | 71,4                     | victoire (6-4, 6-4) au Masters de Monte-Carlo 2023     |
| Félix Auger-Aliassime | 6                   | 8              | 6         | 2        | 75                       | victoire (6-2, 6-4) au Masters de Miami 2024           |
| Grigor Dimitrov       | 3                   | 9              | 7         | 2        | 77,8                     | défaite (4-6, 7-64, 4-6) au Masters de Miami 2024      |
| John Isner            | 8                   | 9              | 7         | 2        | 77,8                     | victoire (7-65, 66-7, [10-5]) à la Laver Cup 2021      |
| Alex de Minaur        | 9                   | 10             | 8         | 2        | 80                       | victoire (6-4, 7-65, 6-4) à Roland-Garros 2024         |
| Marin Čilić           | 3                   | 8              | 7         | 1        | 87,5                     | victoire (4-6, 6-4, 6-4) au Masters de Madrid 2022     |
| Frances Tiafoe        | 10                  | 9              | 8         | 1        | 88,9                     | victoire (65-7, 7-5, [10-5]) à la Laver Cup 2024       |

## Victoires sur le top 10
Toutes ses victoires sur des joueurs classés dans le top 10 de l'ATP lors de la rencontre.
| Légende                       |
| Grand Chelem                  |
| Masters                       |
| Jeux olympiques               |
| Masters 1000                  |
| ATP 500                       |
| ATP 250                       |
| Coupe Davis ATP Cup Laver Cup |

| #  | A.Z.  | Tournoi           | Année | Surface      | Adversaire            | Rang  | Tour   | Score                   |
| -- | ----- | ----------------- | ----- | ------------ | --------------------- | ----- | ------ | ----------------------- |
| 1  | no 38 | Halle             | 2016  | Gazon        | Roger Federer         | no 3  | 1/2    | 7-64, 5-7, 6-3          |
| 2  | no 27 | Saint-Pétersbourg | 2016  | Dur (int.)   | Tomáš Berdych         | no 9  | 1/2    | 6-4, 6-4                |
| 3  | no 27 | Saint-Pétersbourg | 2016  | Dur (int.)   | Stanislas Wawrinka    | no 3  | Finale | 6-2, 3-6, 7-5           |
| 4  | no 24 | Pékin             | 2016  | Dur          | Dominic Thiem         | no 10 | 1/16   | 4-6, 6-1, 6-3           |
| 5  | no 20 | Miami             | 2017  | Dur          | Stanislas Wawrinka    | no 3  | 1/8    | 4-6, 6-2, 6-1           |
| 6  | no 19 | Madrid            | 2017  | Terre battue | Marin Čilić           | no 7  | 1/16   | 63-7, 6-3, 6-4          |
| 7  | no 17 | Rome              | 2017  | Terre battue | Milos Raonic          | no 6  | 1/4    | 7-64, 6-1               |
| 8  | no 17 | Rome              | 2017  | Terre battue | Novak Djokovic        | no 2  | Finale | 6-4, 6-3                |
| 9  | no 8  | Washington        | 2017  | Dur          | Kei Nishikori         | no 9  | 1/2    | 6-3, 6-4                |
| 10 | no 8  | Montréal          | 2017  | Dur          | Roger Federer         | no 3  | Finale | 6-3, 6-4                |
| 11 | no 3  | Masters           | 2017  | Dur (int.)   | Marin Čilić           | no 5  | Poules | 6-4, 3-6, 6-4           |
| 12 | no 3  | Madrid            | 2018  | Terre battue | John Isner            | no 9  | 1/4    | 6-4, 7-5                |
| 13 | no 3  | Madrid            | 2018  | Terre battue | Dominic Thiem         | no 7  | Finale | 6-4, 6-4                |
| 14 | no 3  | Rome              | 2018  | Terre battue | David Goffin          | no 10 | 1/4    | 6-4, 3-6, 6-3           |
| 15 | no 3  | Rome              | 2018  | Terre battue | Marin Čilić           | no 5  | 1/2    | 7-613, 7-5              |
| 16 | no 5  | Laver Cup         | 2018  | Dur (int.)   | John Isner            | no 10 | Poules | 3-6, 7-66, [10-7]       |
| 17 | no 5  | Laver Cup         | 2018  | Dur (int.)   | Kevin Anderson        | no 9  | Poules | 63-7, 7-5, [10-7]       |
| 18 | no 5  | Masters           | 2018  | Dur (int.)   | Marin Čilić           | no 7  | Poules | 7-65, 7-61              |
| 19 | no 5  | Masters           | 2018  | Dur (int.)   | John Isner            | no 10 | Poules | 7-65, 6-3               |
| 20 | no 5  | Masters           | 2018  | Dur (int.)   | Roger Federer         | no 3  | 1/2    | 7-5, 7-65               |
| 21 | no 5  | Masters           | 2018  | Dur (int.)   | Novak Djokovic        | no 1  | Finale | 6-4, 6-3                |
| 22 | no 7  | Shanghai          | 2019  | Dur          | Roger Federer         | no 3  | 1/4    | 6-3, 67-7, 6-3          |
| 23 | no 7  | Masters           | 2019  | Dur (int.)   | Rafael Nadal          | no 1  | Poules | 6-2, 6-4                |
| 24 | no 7  | Masters           | 2019  | Dur (int.)   | Daniil Medvedev       | no 4  | Poules | 6-4, 7-64               |
| 25 | no 7  | Cologne           | 2020  | Dur (int.)   | Diego Schwartzman     | no 9  | Finale | 6-2, 6-1                |
| 26 | no 6  | Paris-Bercy       | 2020  | Dur (int.)   | Rafael Nadal          | no 2  | 1/2    | 6-4, 7-5                |
| 27 | no 7  | Masters           | 2020  | Dur (int.)   | Diego Schwartzman     | no 9  | Poules | 6-3, 4-6, 6-3           |
| 28 | no 7  | Acapulco          | 2021  | Dur          | Stéfanos Tsitsipás    | no 5  | Finale | 6-4, 7-63               |
| 29 | no 6  | Madrid            | 2021  | Terre battue | Rafael Nadal          | no 2  | 1/4    | 6-4, 6-4                |
| 30 | no 6  | Madrid            | 2021  | Terre battue | Dominic Thiem         | no 4  | 1/2    | 6-3, 6-4                |
| 31 | no 6  | Madrid            | 2021  | Terre battue | Matteo Berrettini     | no 10 | Finale | 68-7, 6-4, 6-3          |
| 32 | no 5  | Jeux olympiques   | 2021  | Dur          | Novak Djokovic        | no 1  | 1/2    | 1-6, 6-3, 6-1           |
| 33 | no 5  | Cincinnati        | 2021  | Dur          | Stéfanos Tsitsipás    | no 3  | 1/2    | 6-4, 3-6, 7-64          |
| 34 | no 5  | Cincinnati        | 2021  | Dur          | Andrey Rublev         | no 7  | Finale | 6-2, 6-3                |
| 35 | no 4  | Paris-Bercy       | 2021  | Dur (int.)   | Casper Ruud           | no 8  | 1/4    | 7-5, 6-4                |
| 36 | no 3  | Masters           | 2021  | Dur (int.)   | Matteo Berrettini     | no 7  | Poules | 7-67, 1-0 ab.           |
| 37 | no 3  | Masters           | 2021  | Dur (int.)   | Hubert Hurkacz        | no 9  | Poules | 6-2, 6-4                |
| 38 | no 3  | Masters           | 2021  | Dur (int.)   | Novak Djokovic        | no 1  | 1/2    | 7-64, 4-6, 6-3          |
| 39 | no 3  | Masters           | 2021  | Dur (int.)   | Daniil Medvedev       | no 2  | Finale | 6-4, 6-4                |
| 40 | no 3  | Madrid            | 2022  | Terre battue | Félix Auger-Aliassime | no 10 | 1/4    | 6-3, 7-5                |
| 41 | no 3  | Madrid            | 2022  | Terre battue | Stéfanos Tsitsipás    | no 5  | 1/2    | 6-4, 3-6, 6-2           |
| 42 | no 3  | Roland-Garros     | 2022  | Terre battue | Carlos Alcaraz        | no 6  | 1/4    | 6-4, 6-4, 4-6, 7-67     |
| 43 | no 17 | Cincinnati        | 2023  | Dur          | Daniil Medvedev       | no 3  | 1/8    | 6-4, 5-7, 6-4           |
| 44 | no 12 | US Open           | 2023  | Dur          | Jannik Sinner         | no 6  | 1/8    | 6-4, 3-6, 6-2, 4-6, 6-3 |
| 45 | no 7  | Masters           | 2023  | Dur (int.)   | Carlos Alcaraz        | no 2  | Poules | 63-7, 6-3, 6-4          |
| 46 | no 7  | Masters           | 2023  | Dur (int.)   | Andrey Rublev         | no 5  | Poules | 6-4, 6-4                |
| 47 | no 7  | United Cup        | 2024  | Dur          | Stéfanos Tsitsipás    | no 6  | 1/4    | 6-4, 6-4                |
| 48 | no 7  | United Cup        | 2024  | Dur          | Hubert Hurkacz        | no 9  | Finale | 63-7, 7-66, 6-4         |
| 49 | no 6  | Open d'Australie  | 2024  | Dur          | Carlos Alcaraz        | no 2  | 1/4    | 6-1, 6-3, 62-7, 6-4     |
| 50 | no 6  | Indian Wells      | 2024  | Dur          | Alex de Minaur        | no 10 | 1/8    | 5-7, 6-2, 6-3           |
| 51 | no 4  | Roland-Garros     | 2024  | Terre battue | Casper Ruud           | no 7  | 1/2    | 2-6, 6-2, 6-4, 6-2      |
| 52 | no 2  | Masters           | 2024  | Dur (int.)   | Andrey Rublev         | no 8  | Poules | 6-4, 6-4                |
| 53 | no 2  | Masters           | 2024  | Dur (int.)   | Casper Ruud           | no 7  | Poules | 7-63, 6-3               |
| 54 | no 2  | Masters           | 2024  | Dur (int.)   | Carlos Alcaraz        | no 3  | Poules | 7-65, 6-4               |
| 55 | no 2  | Open d'Australie  | 2025  | Dur          | Novak Djokovic        | no 7  | 1/2    | 7-65, ab.               |
| 56 | no 3  | Cincinnati        | 2025  | Dur          | Ben Shelton           | no 6  | 1/4    | 6-2, 6-2                |

## Classements ATP en fin de saison
| Année          | 2012 | 2013 | 2014 | 2015 | 2016 | 2017 | 2018 | 2019 | 2020 | 2021 | 2022 | 2023 | 2024 |
| Rang en simple | 1163 | 699  | 137  | 83   | 24   | 4    | 4    | 7    | 7    | 3    | 12   | 7    | 2    |
| Rang en double | –    | –    | 486  | 351  | 161  | 103  | 109  | 99   | 174  | 127  | 142  | 195  | 90   |

Source : (en) Classements de Alexander Zverev sur le site officiel de la Fédération internationale de tennis

## Distinctions
- Personnalité sportive allemande de l'année en 2021